# 虾
蝦，俗稱蝦子，是多種生活在水中的長身甲殼亞門節肢動物的共同泛稱，其具體語義可變。一般語境中蝦多指軟甲綱十足目下的真蝦下目與枝鰓亞目；在較嚴格的語境中可能僅指代真蝦下目或其中的更少部分；而許多名稱中帶有「蝦」的軟甲綱動物並不在此範圍，如磷蝦屬磷蝦目，而俗稱作瀨尿蝦的蝦蛄则属口足目。
虾字的来源，最早是通鰕，出现于《尔雅》，而后用蝦指代，则出现于公元前50年左右王褒的楚辞——「九怀•通路」：“鲸鱏兮幽潜，从蝦兮游陼”；《本草纲目》是最早解釋蝦之所以叫蝦：“入汤则红色如霞也”。

## 分類

### 一般會被稱作蝦的動物

蝦的典型形象

一般被稱為蝦的動物都有較長的腹部，與螃蟹短小的腹部明顯不同。蝦的下腹有適於游泳的游足。蝦的頭胸甲呈圓柱形，而螃蟹的較爲扁平。蝦的觸角往往都很長，在個別品種上甚至能超過其體長的兩倍。
生物學上，真蝦下目的「蝦」與螯蝦和螃蟹的關係更爲接近，而與枝鰓亞目的「蝦」如對蝦關係較遠。
- 真蝦下目的動物，包括北極蝦、褐蝦等。

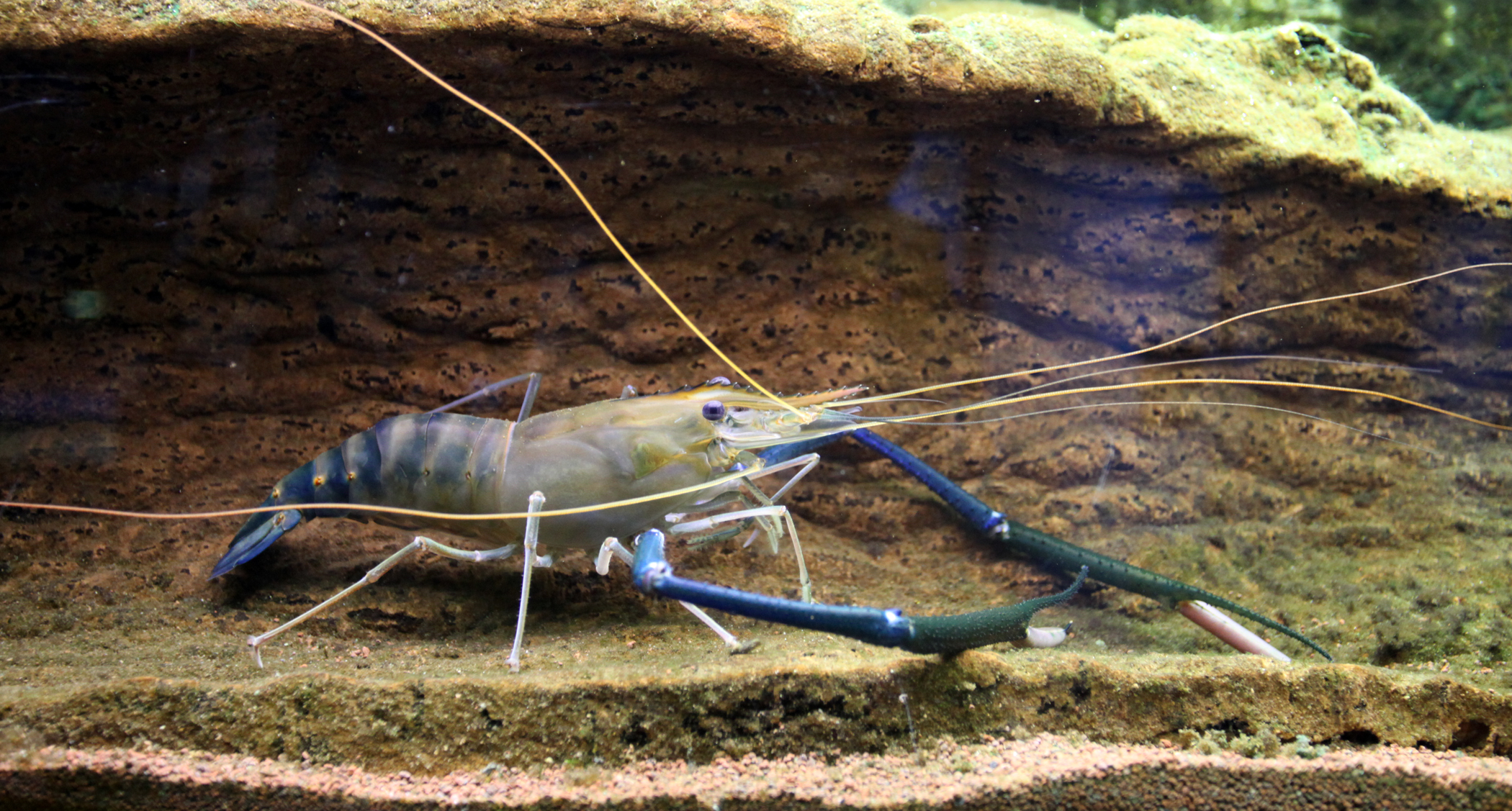
淡水長臂大蝦
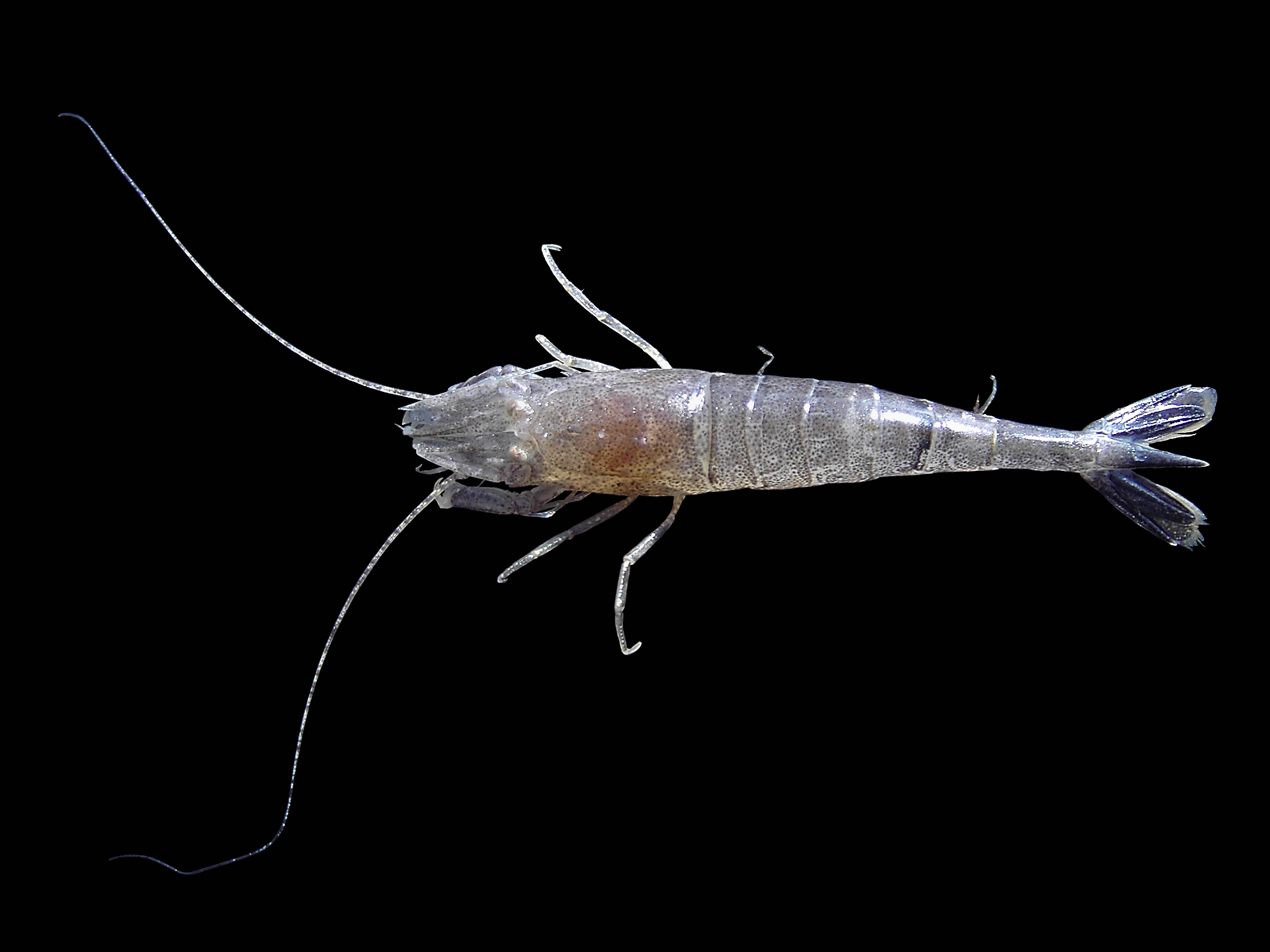
褐蝦
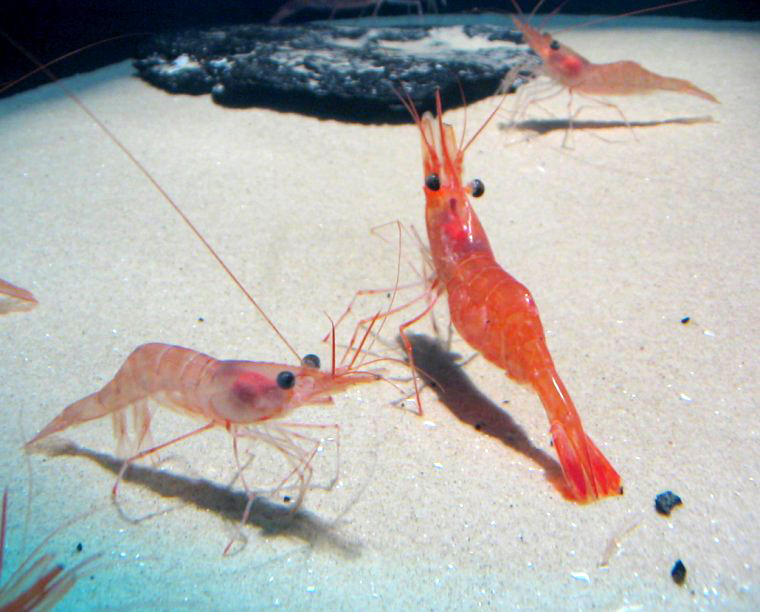
北極蝦

- 對蝦，儘管常特指中國對蝦（明蝦），但若作為廣泛概念，則指枝鰓亞目下對蝦總科的動物，包括草蝦等廣泛食用的「大蝦」，也包括所謂的基圍蝦等。

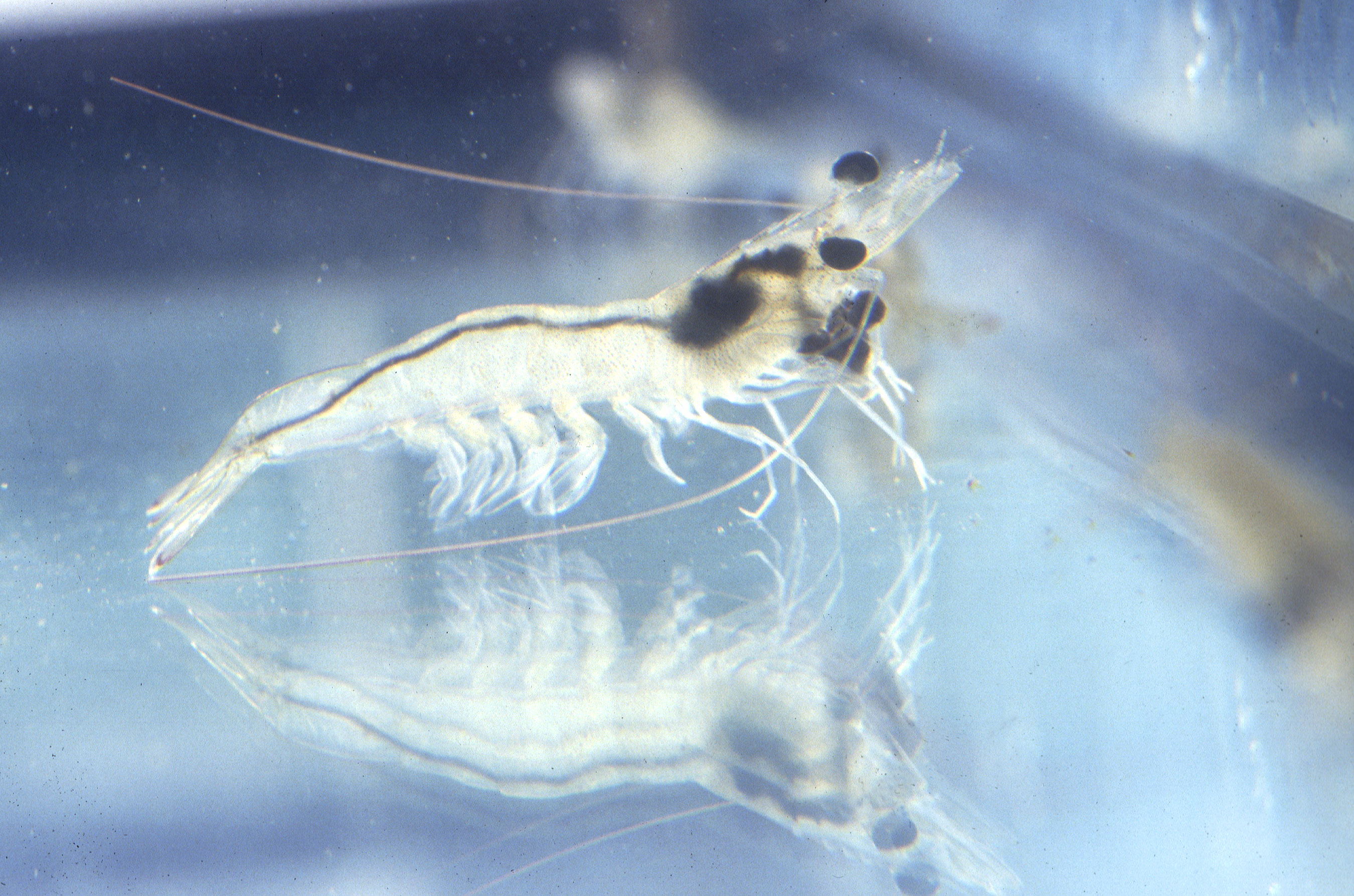
白對蝦
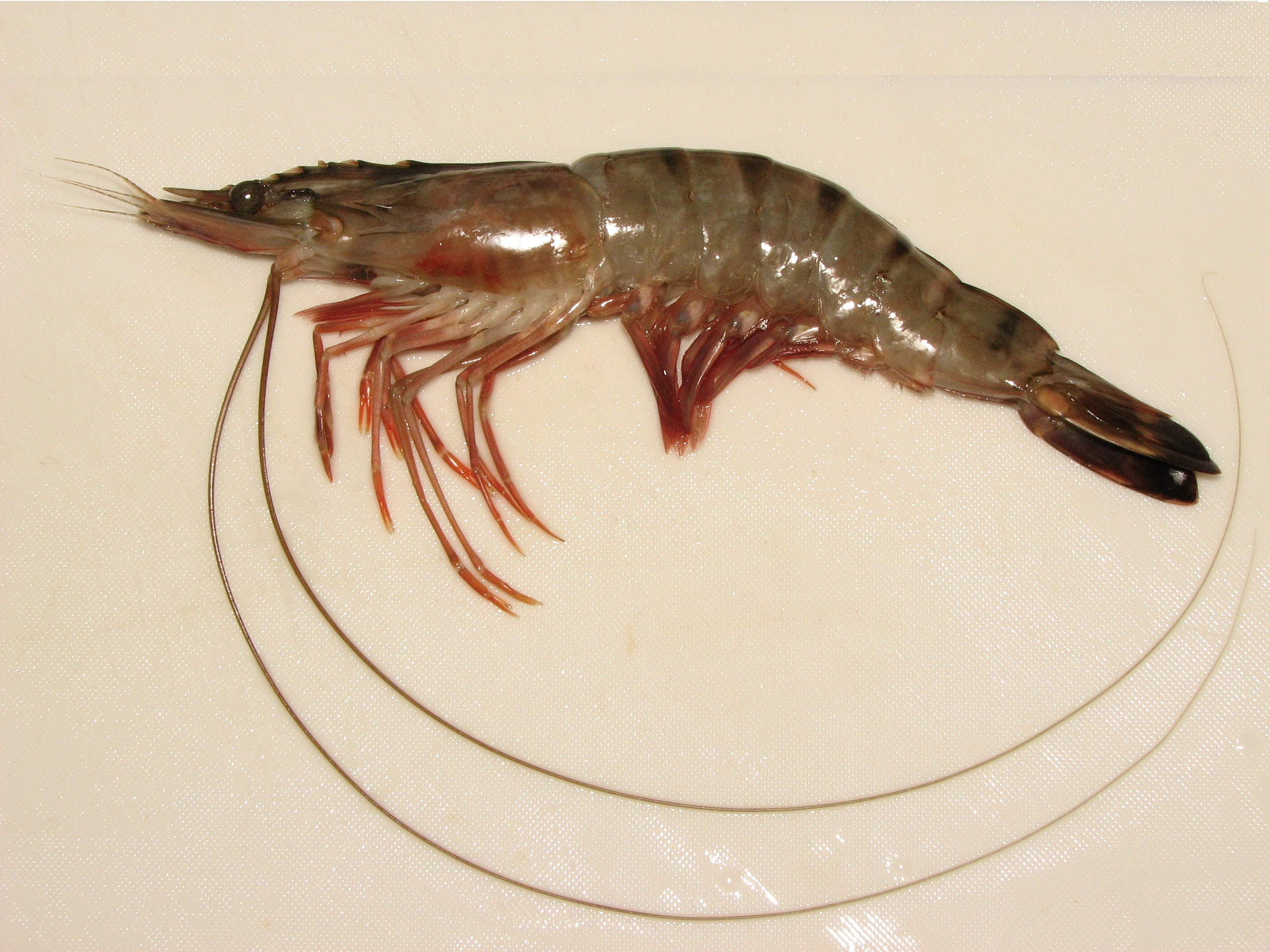
斑節對蝦（草虾）
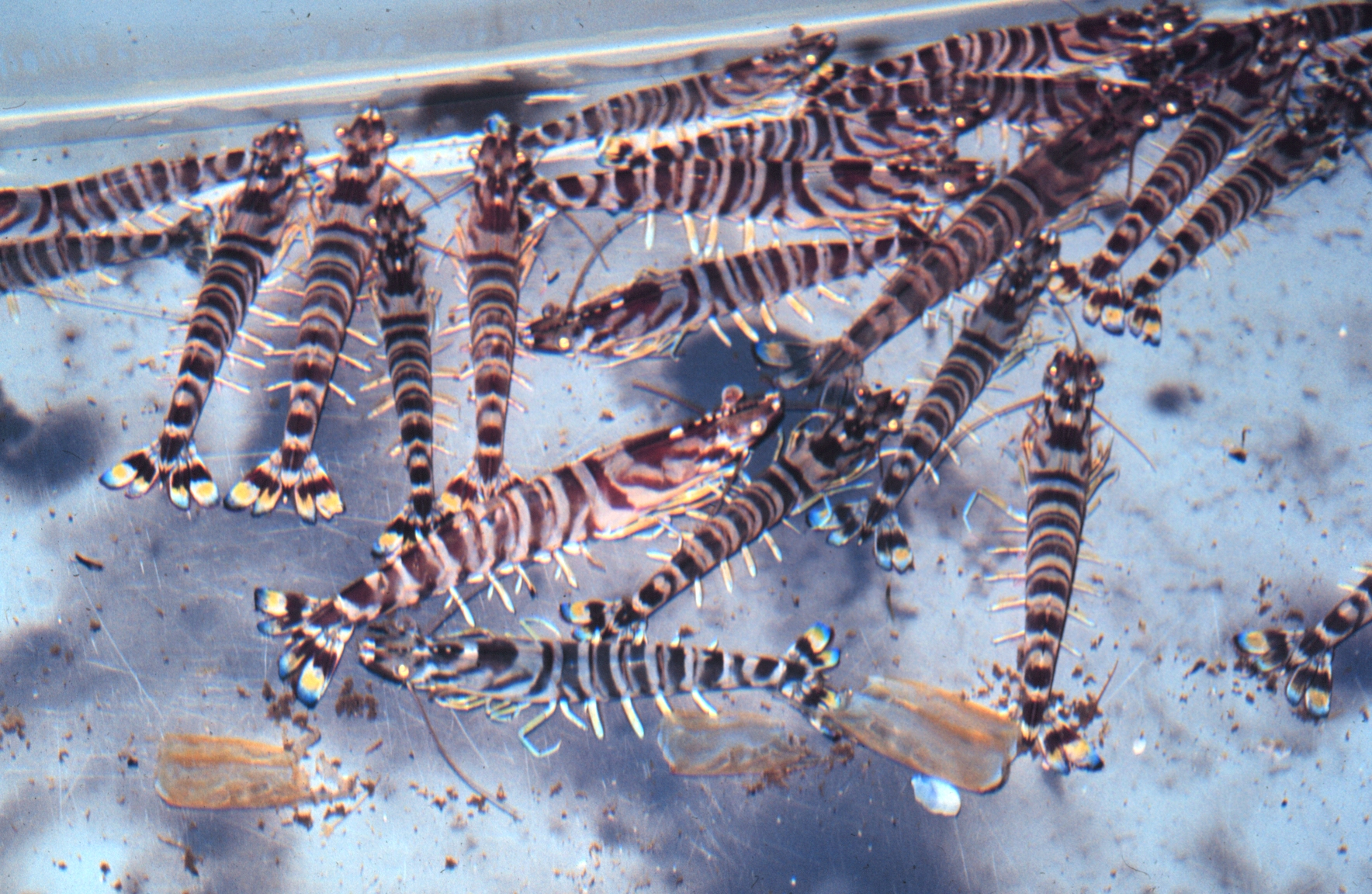
日本對蝦

- 枝鰓亞目下櫻蝦總科中有螢蝦科與櫻蝦科兩個科，其中屬櫻蝦科的毛蝦常被製成蝦醬或蝦皮，而形狀怪異的螢蝦科則鮮爲人知。

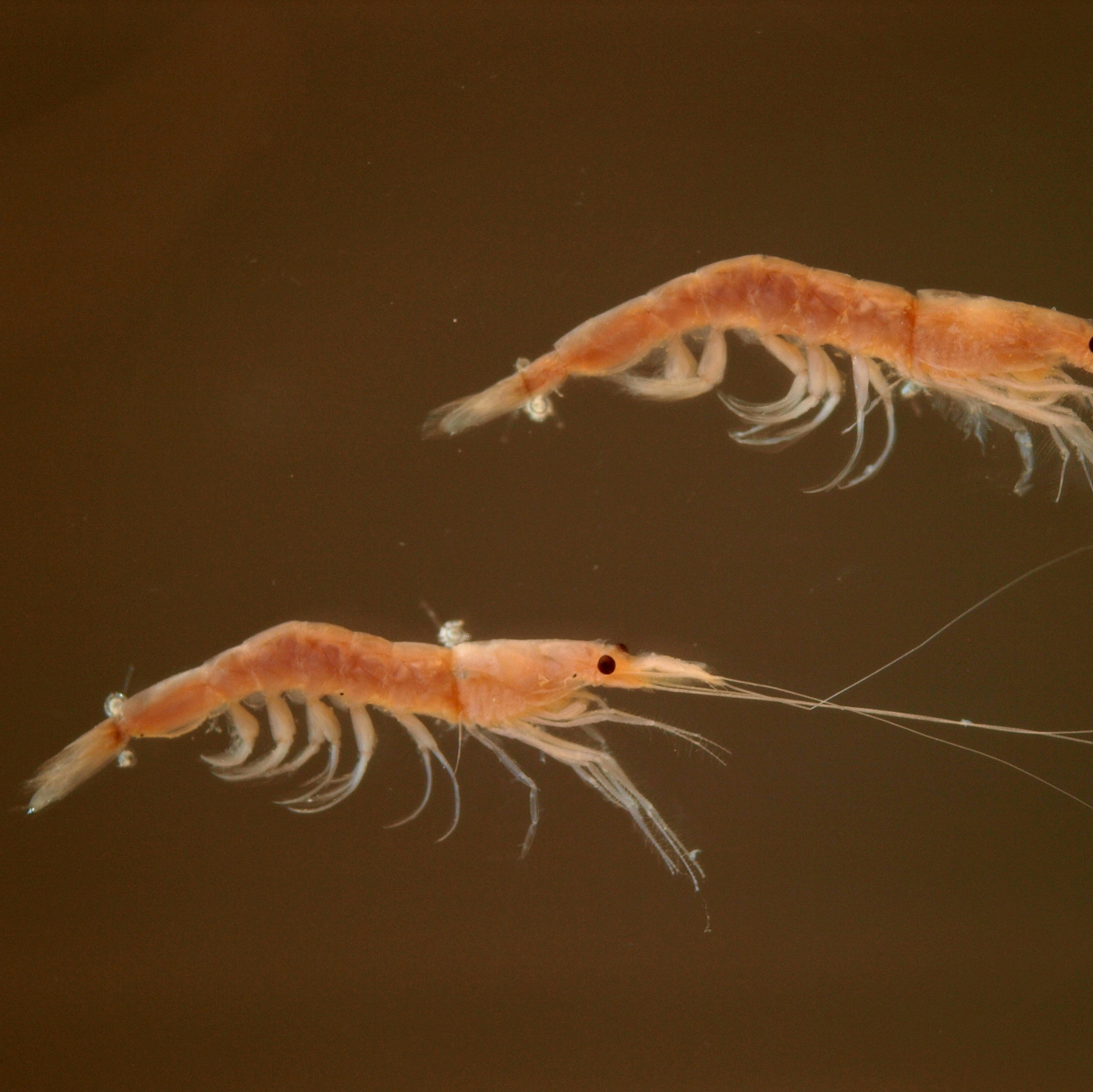
正櫻蝦
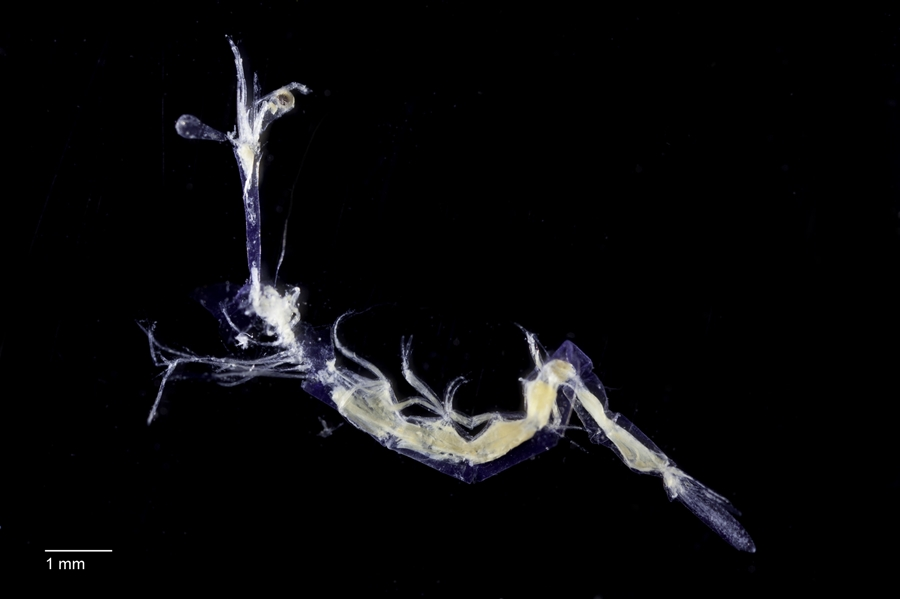
漢森螢蝦（瑞典语：Lucifer_hanseni）

### 偶爾會被稱作蝦的動物
有不少同屬於軟甲綱的動物會在不嚴格的語境中被稱為蝦。這些動物大多為底棲生物，相較于游泳更適於爬行。
- 龍蝦指無螯下目龍蝦科的動物，沒有螯。

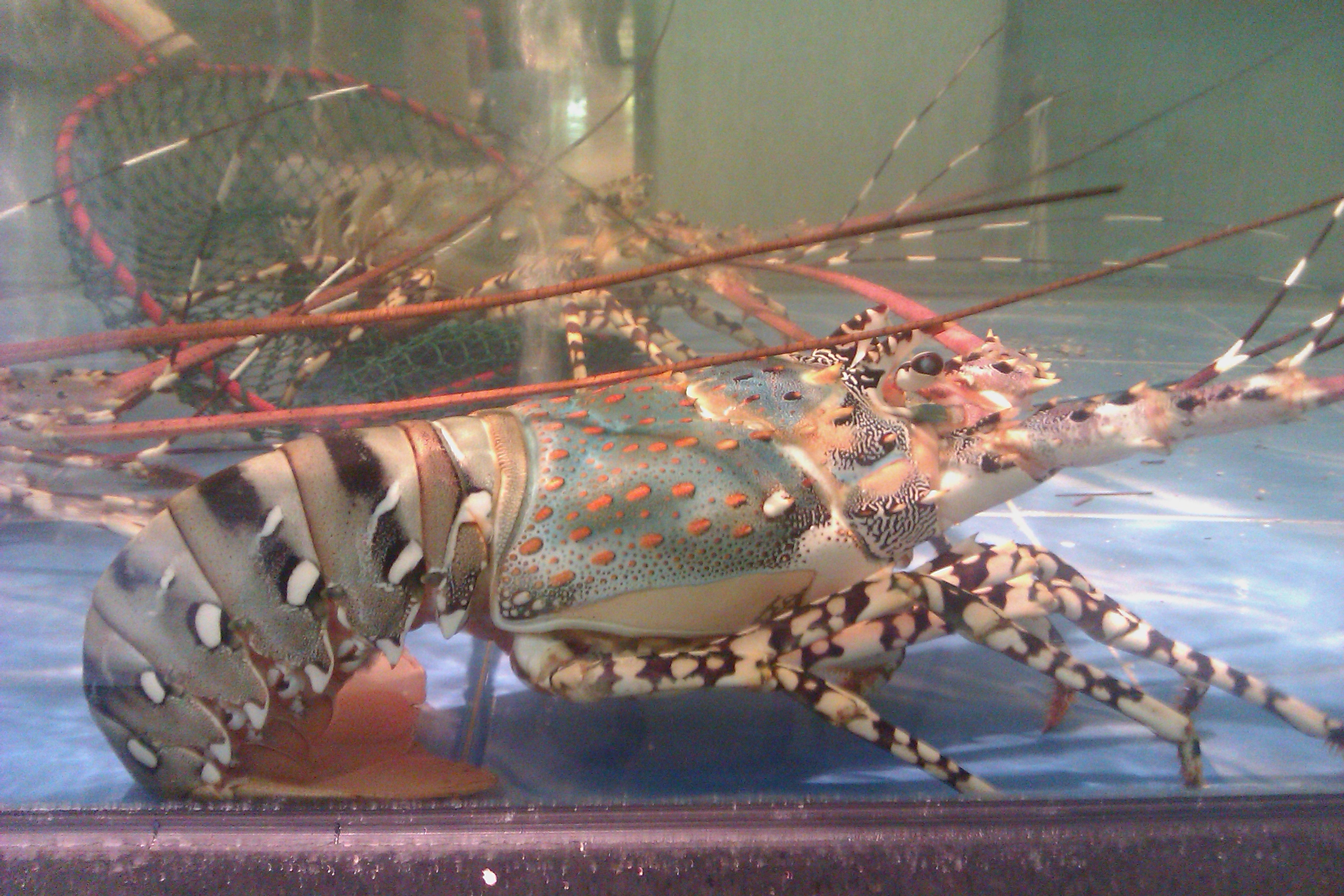
錦繡龍蝦
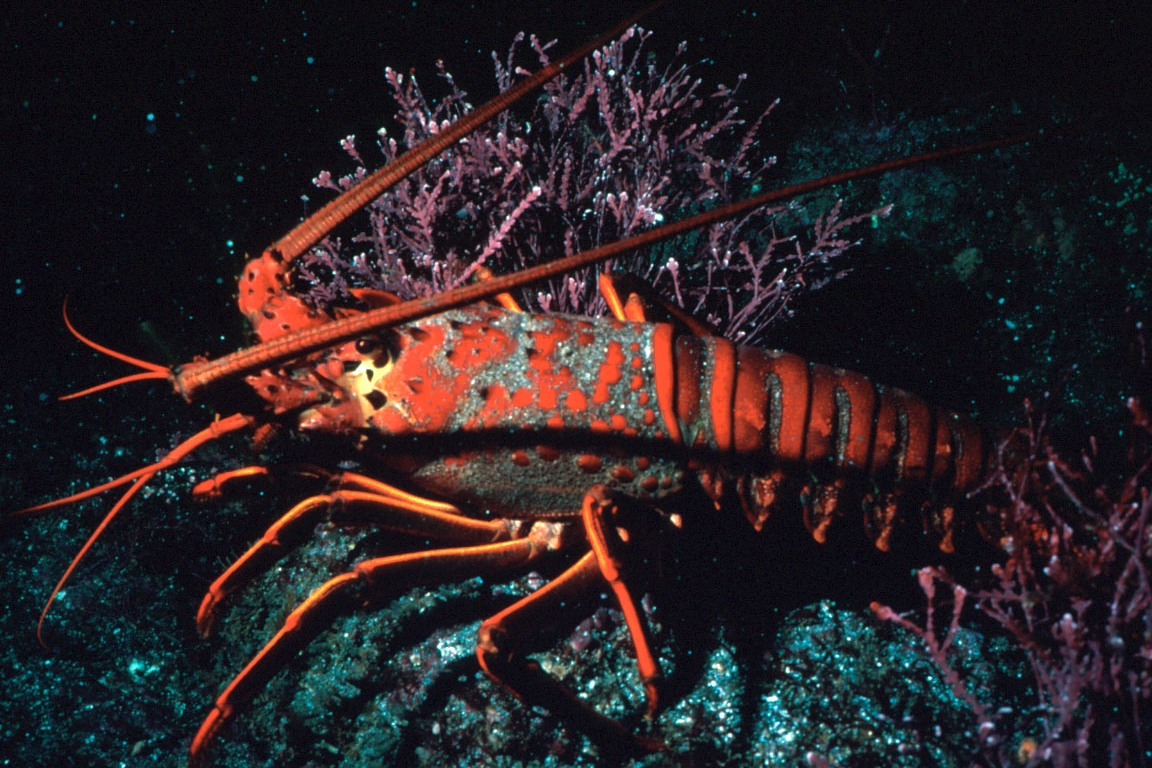
加州龍蝦
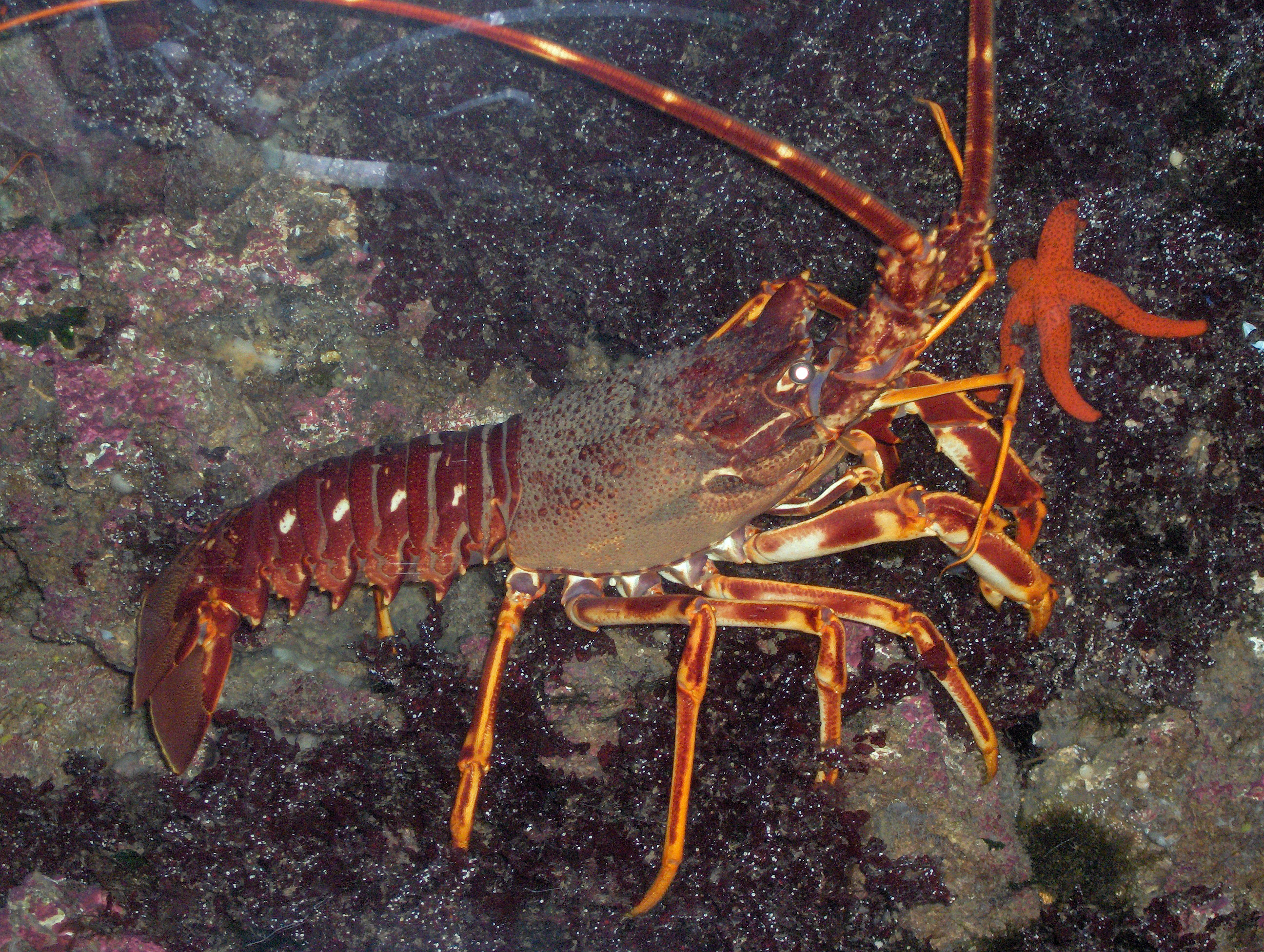
棘刺龍蝦

- 蟬蝦指無螯下目蟬蝦科的動物，也沒有螯，但具有扁平的第二觸角。

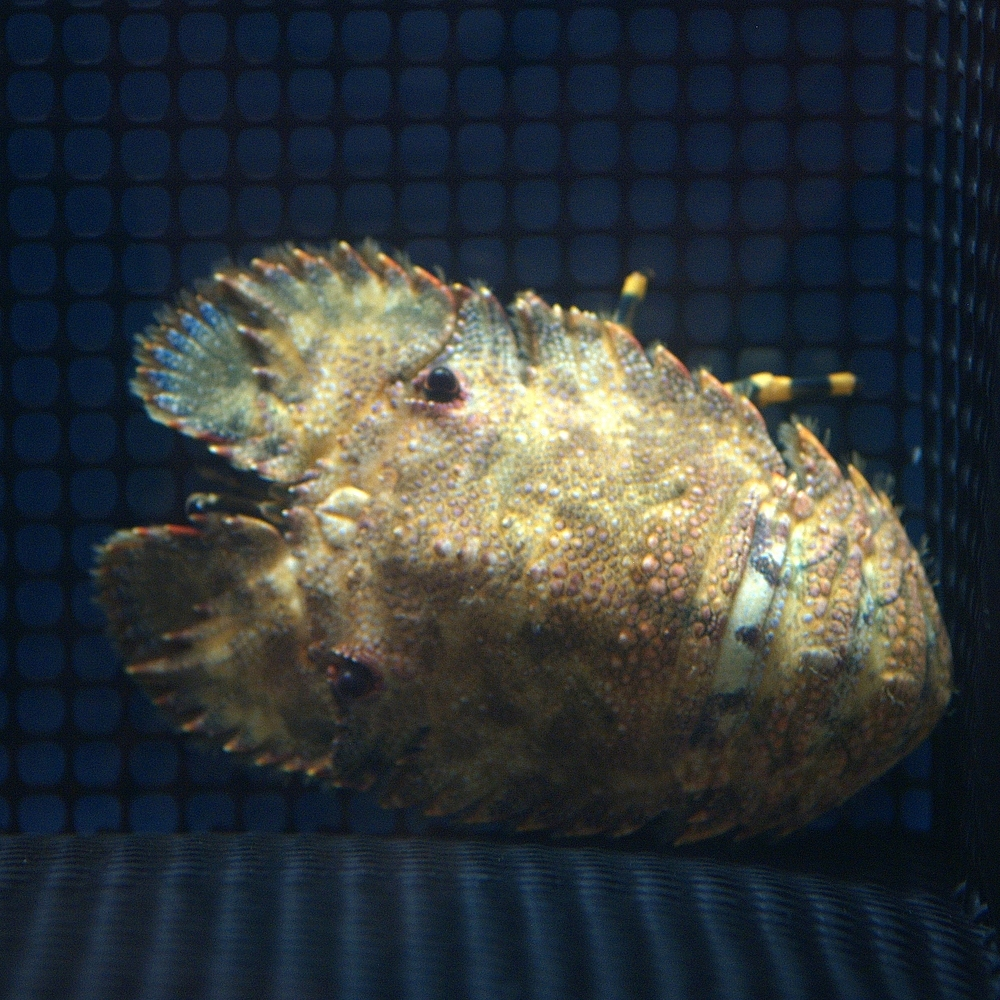
日本岩礁扇蝦（英语：Parribacus japonicus）
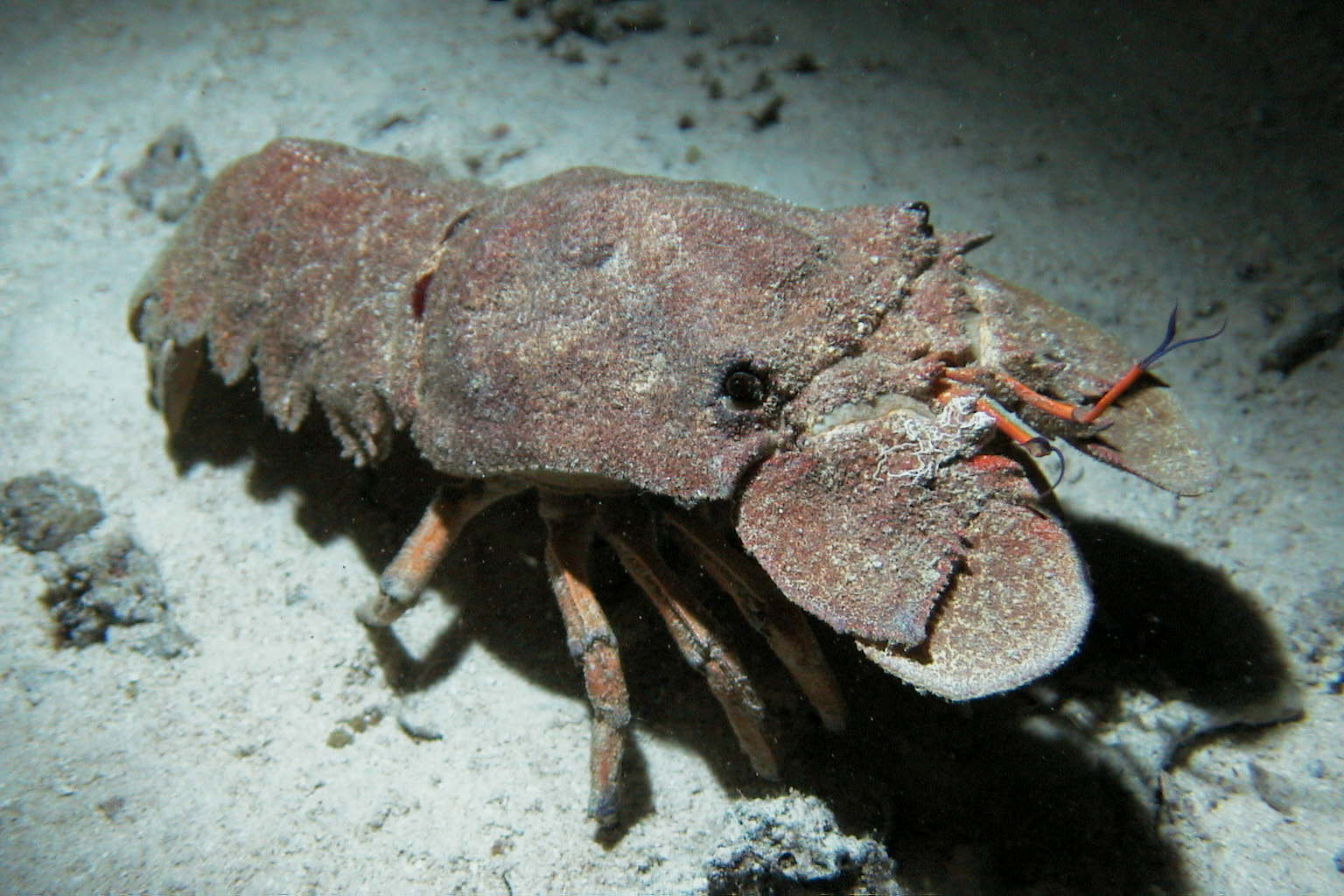
地中海擬蟬蝦（英语：Scyllarides latus）
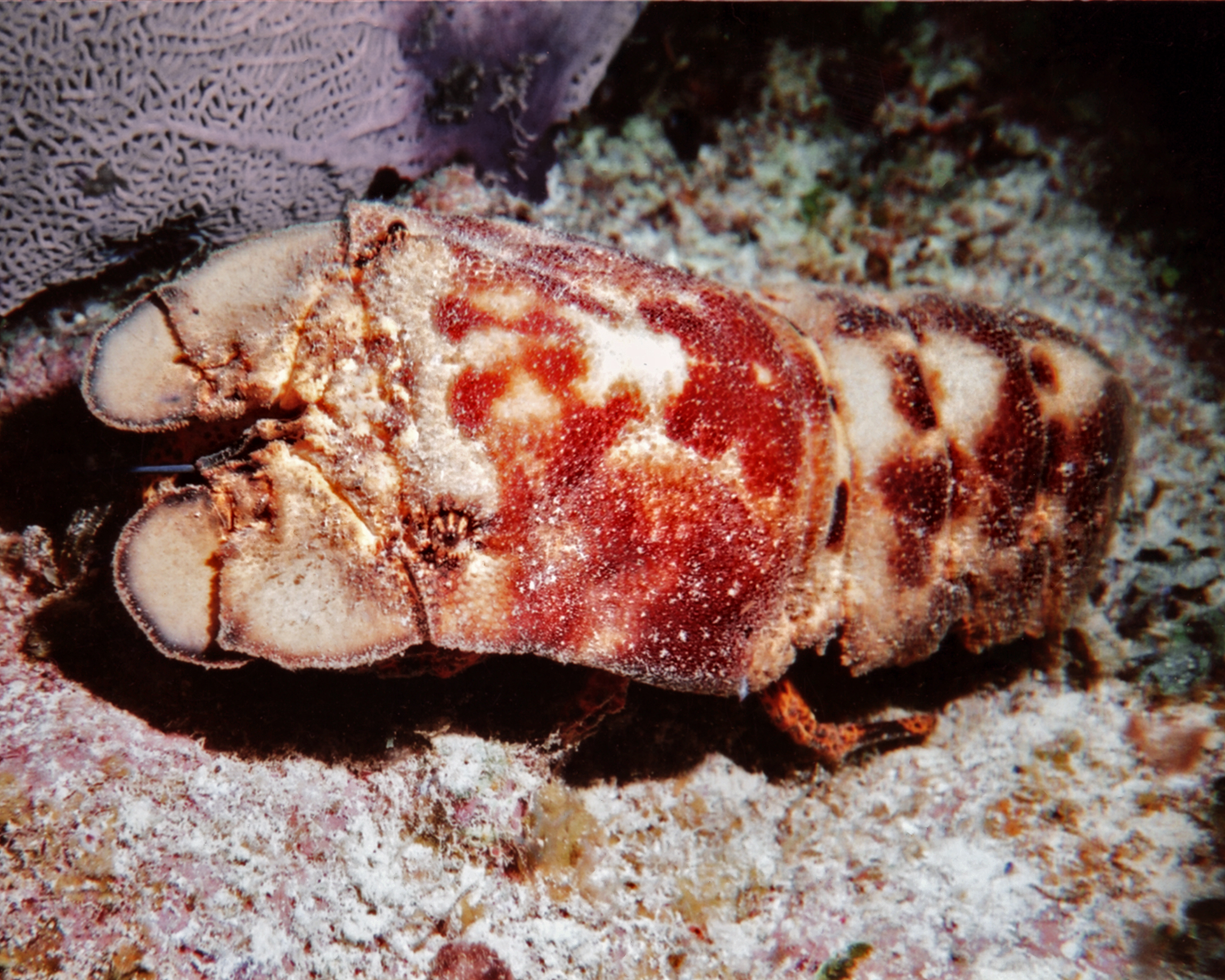
西班牙擬蟬蝦（英语：Scyllarides aequinoctialis）
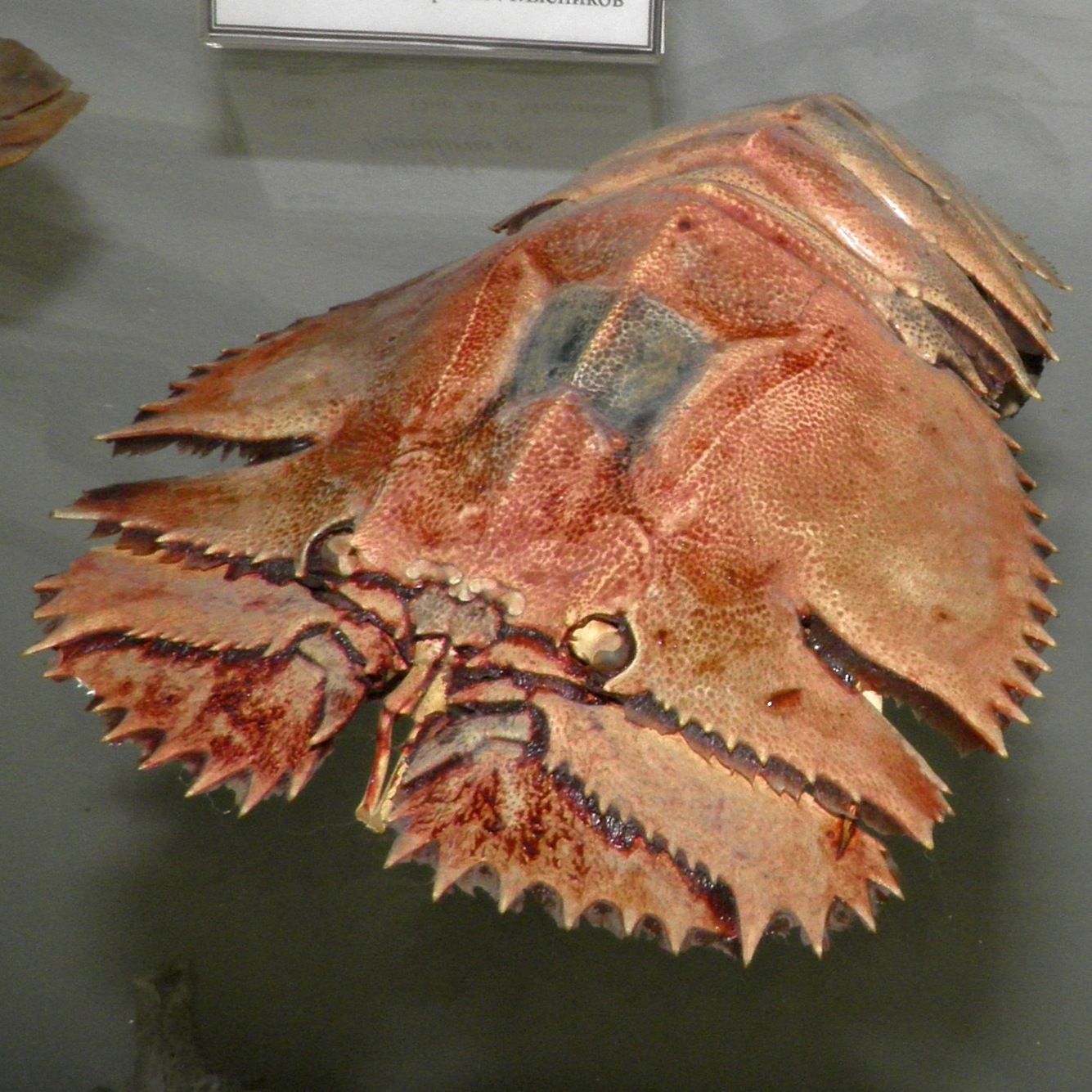
毛緣扇蝦（英语：Ibacus ciliatus）

- 海螯蝦指螯蝦下目海螯蝦總科的動物，又稱螯龍蝦，因體形緣故常與龍蝦混淆，但有一對巨大的螯。

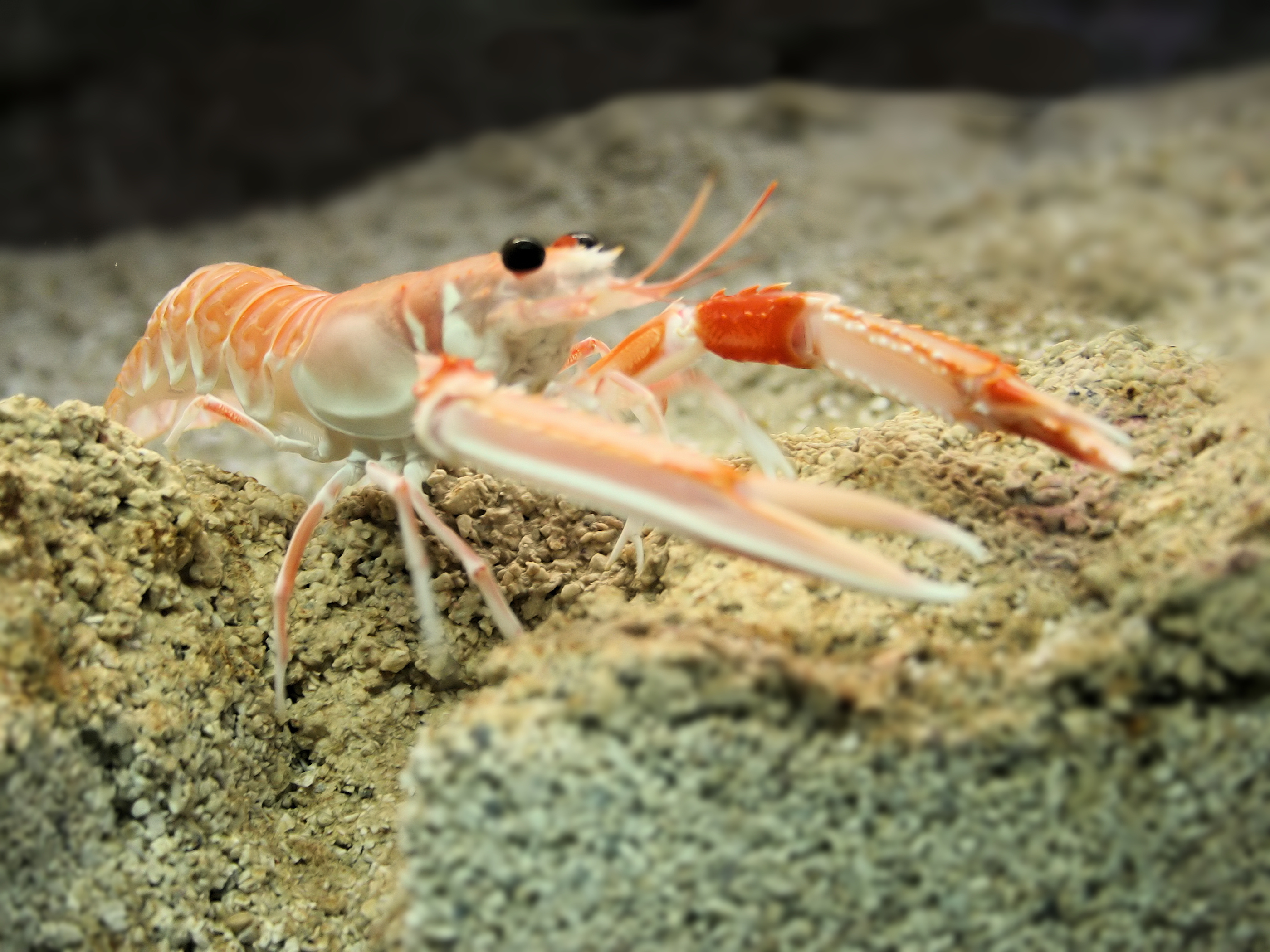
挪威螯龍蝦（英语：Nephrops norvegicus）
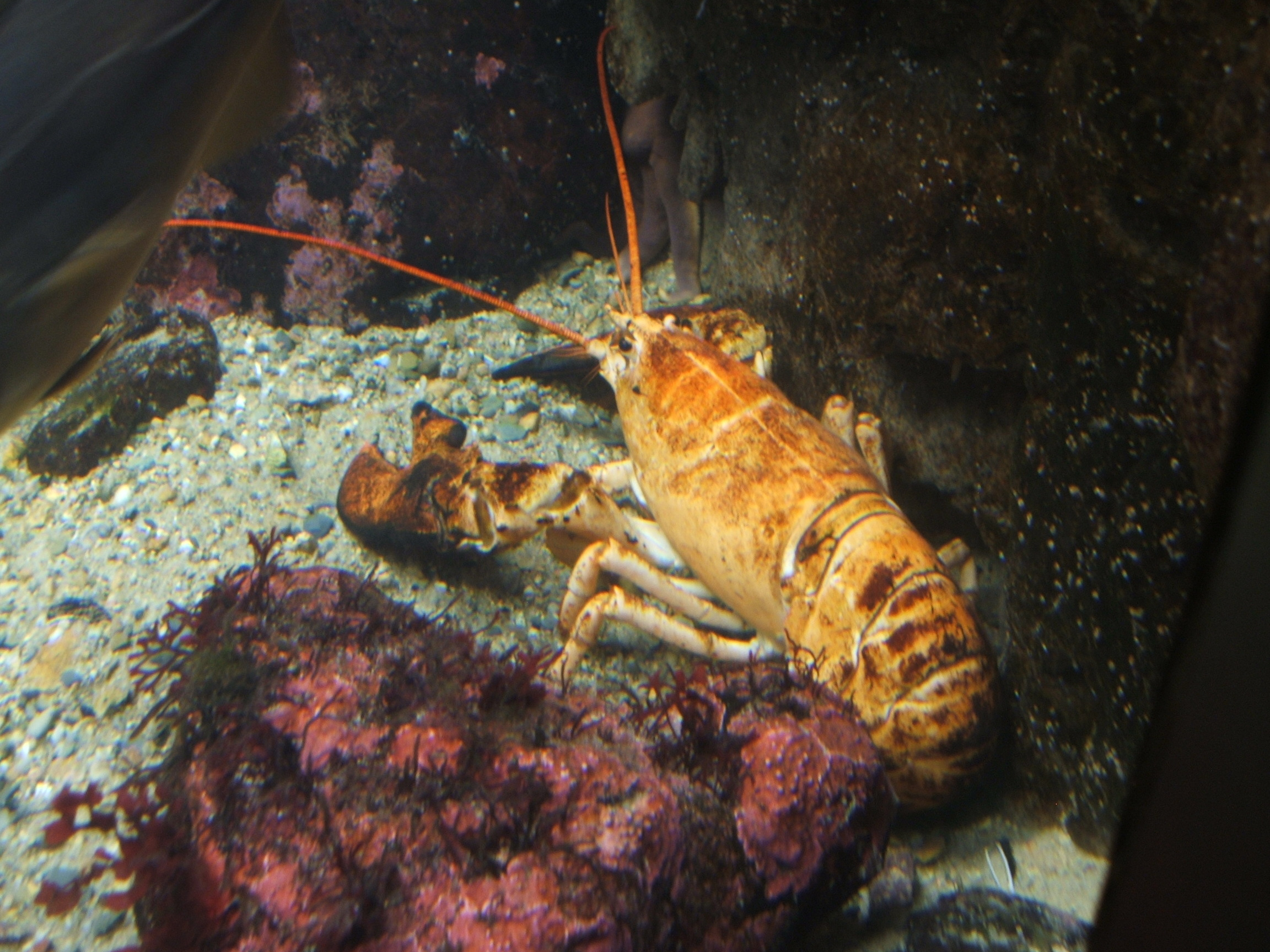
美洲螯龍蝦的黃色變異種
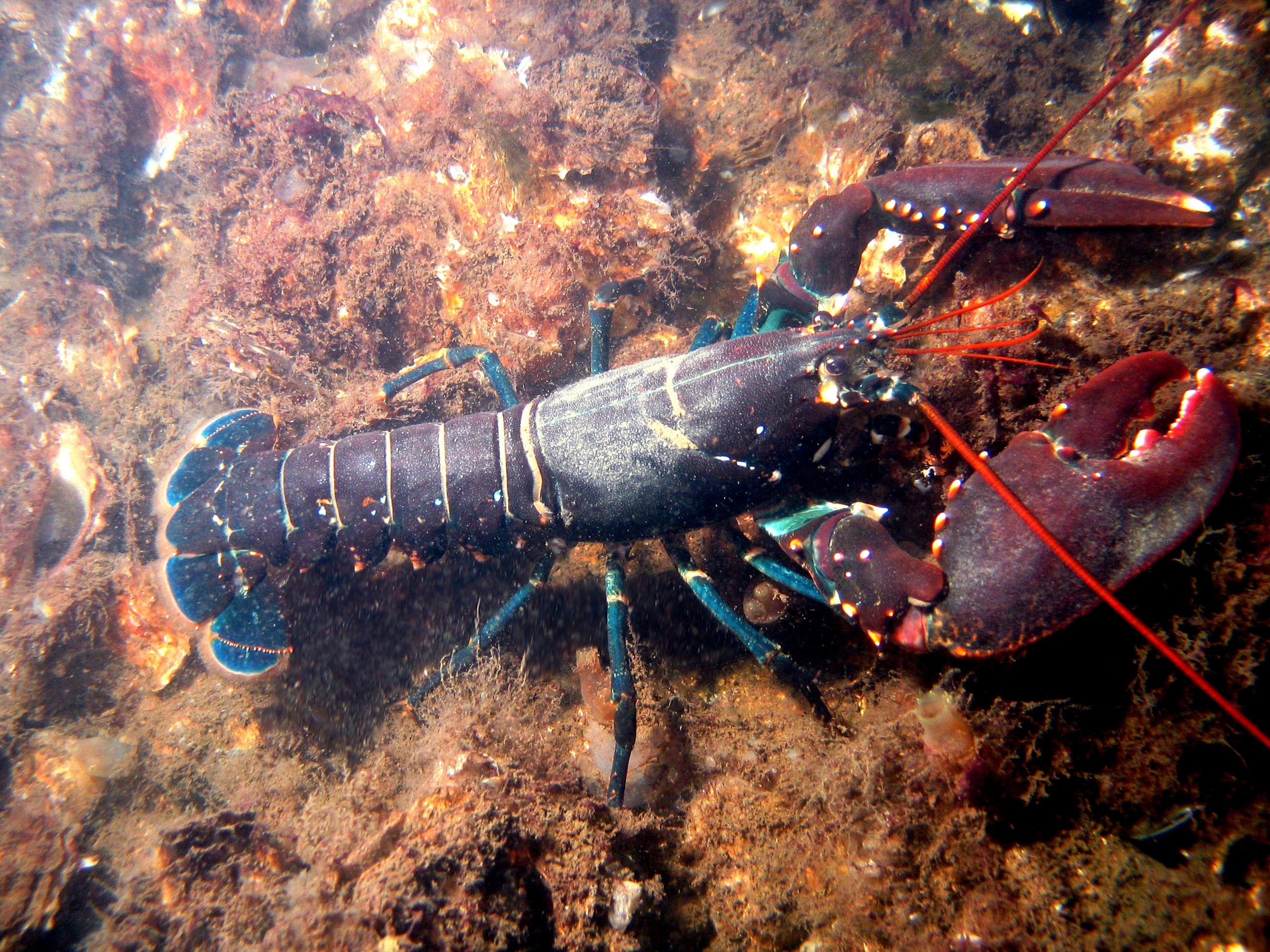
歐洲螯龍蝦

- 螯蝦一般等同于所謂淡水龍蝦，包括螯蝦下目的螯蝦總科和擬螯蝦總科。也有一對巨大的螯。

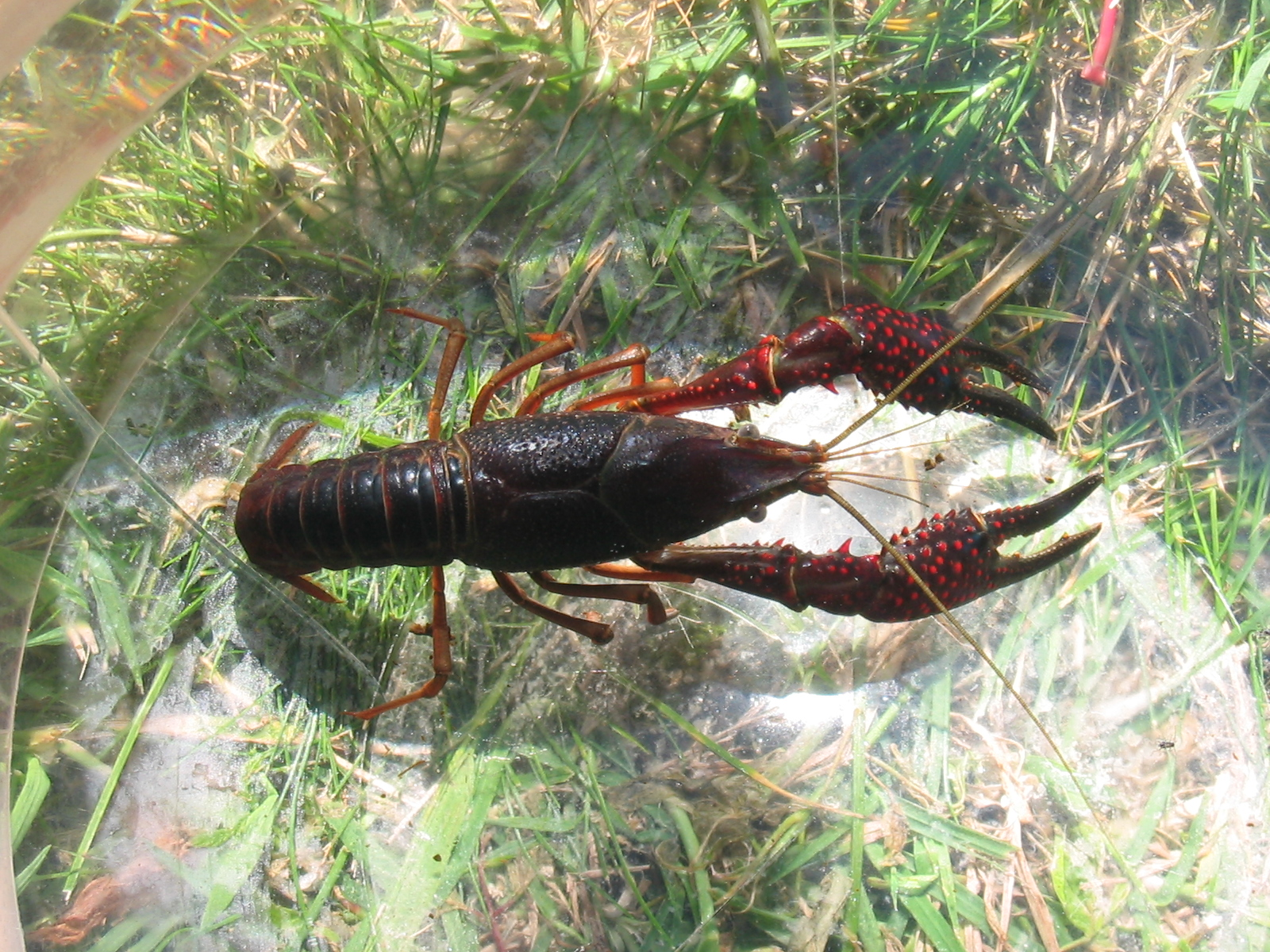
克氏原螯蝦（小龍蝦）
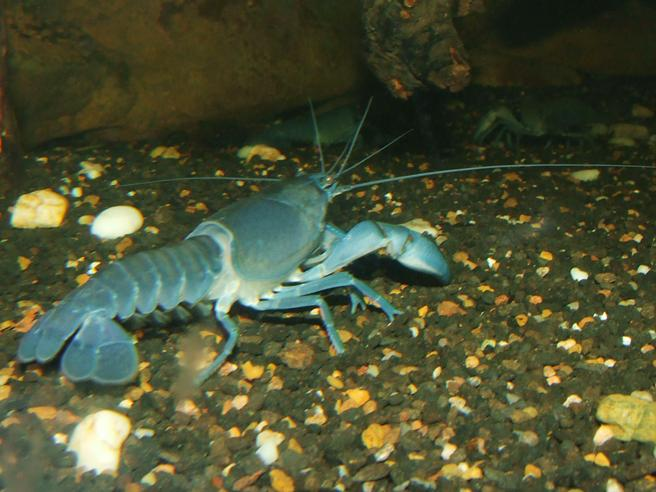
紅鰲螯蝦的藍色型個體
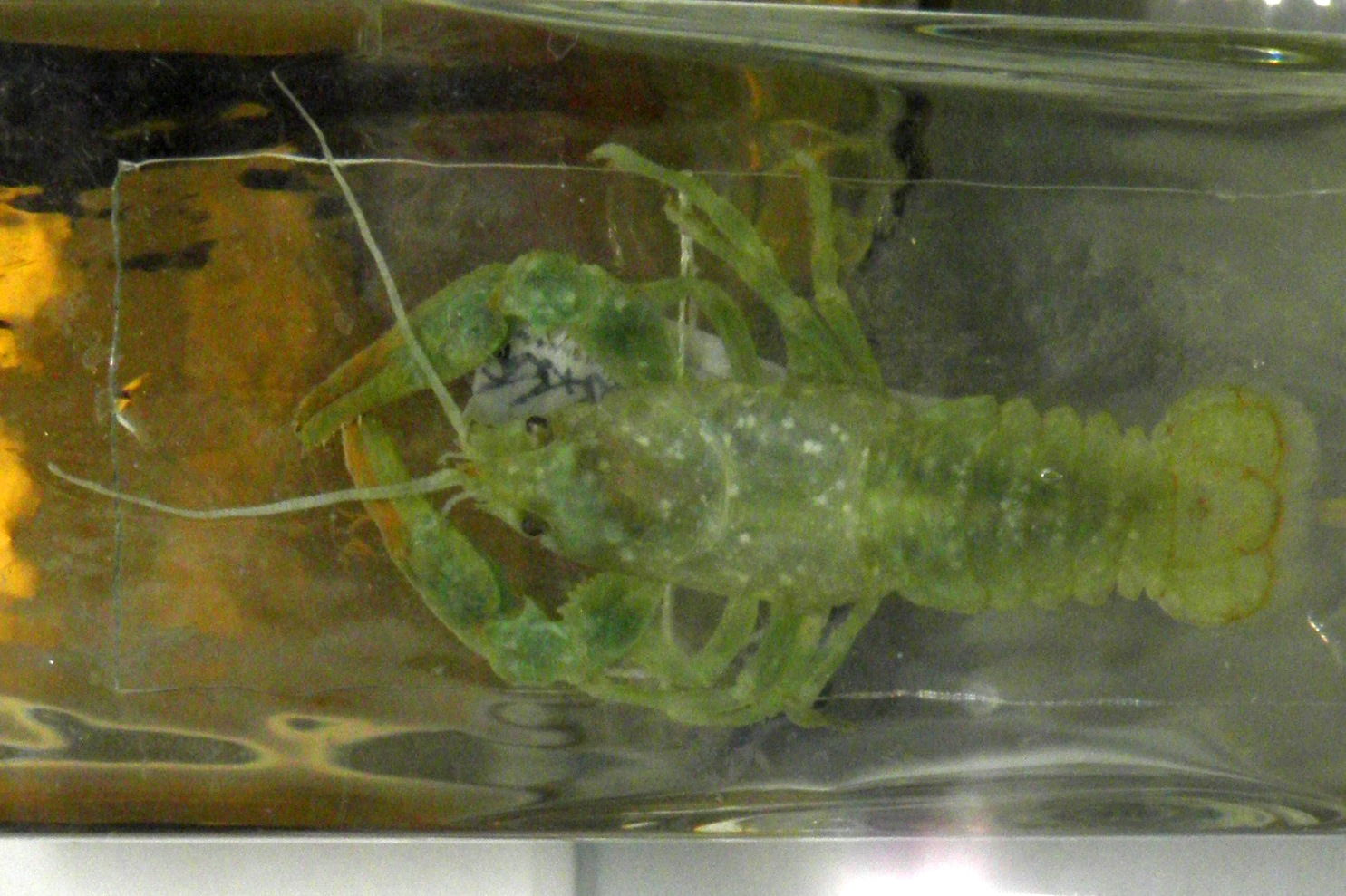
东北黑螯虾

- 蝦蛄指口足目下多個科的動物[3]，又稱螳螂蝦、琵琶蝦等。

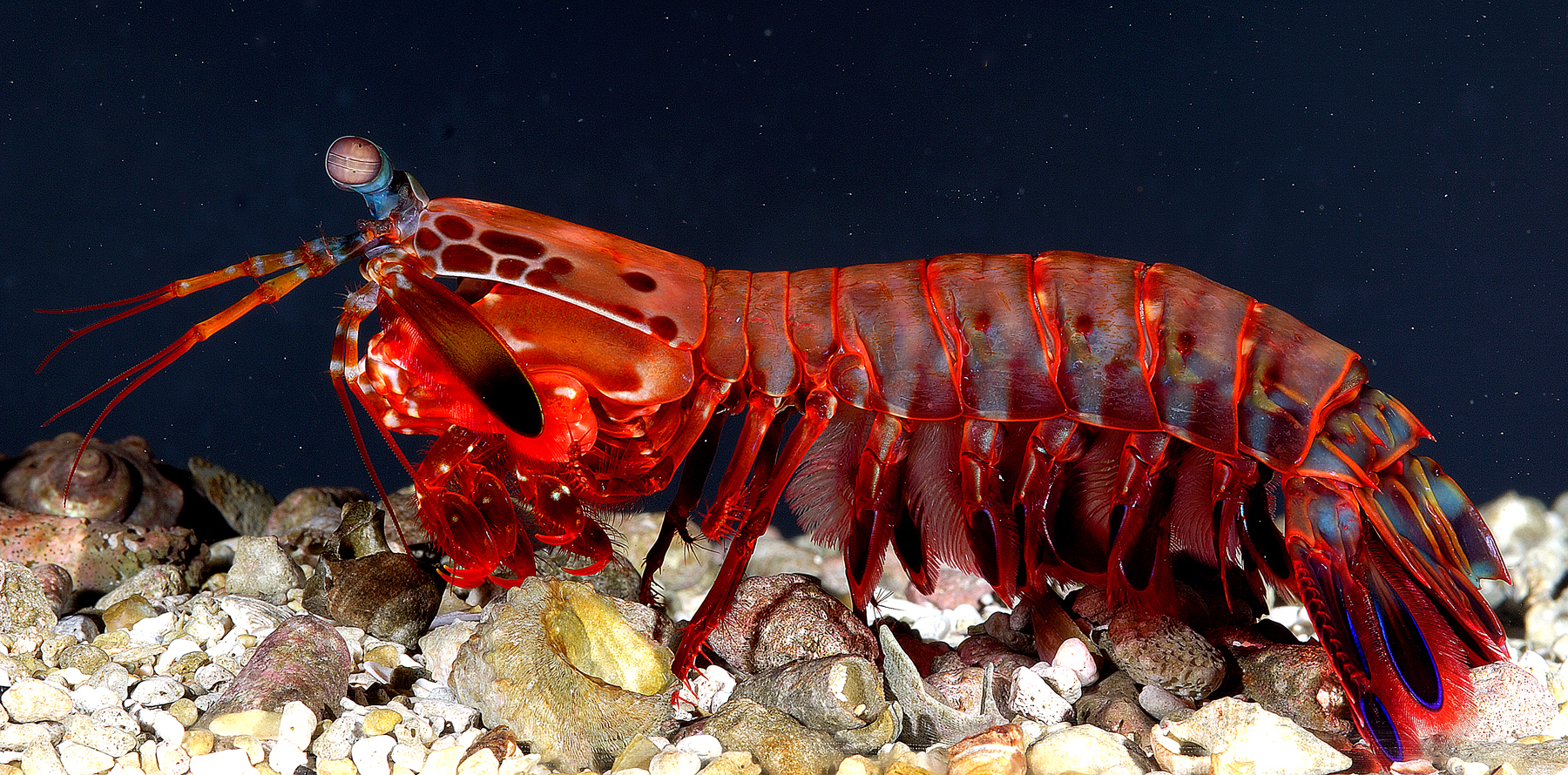
雀尾螳螂蝦
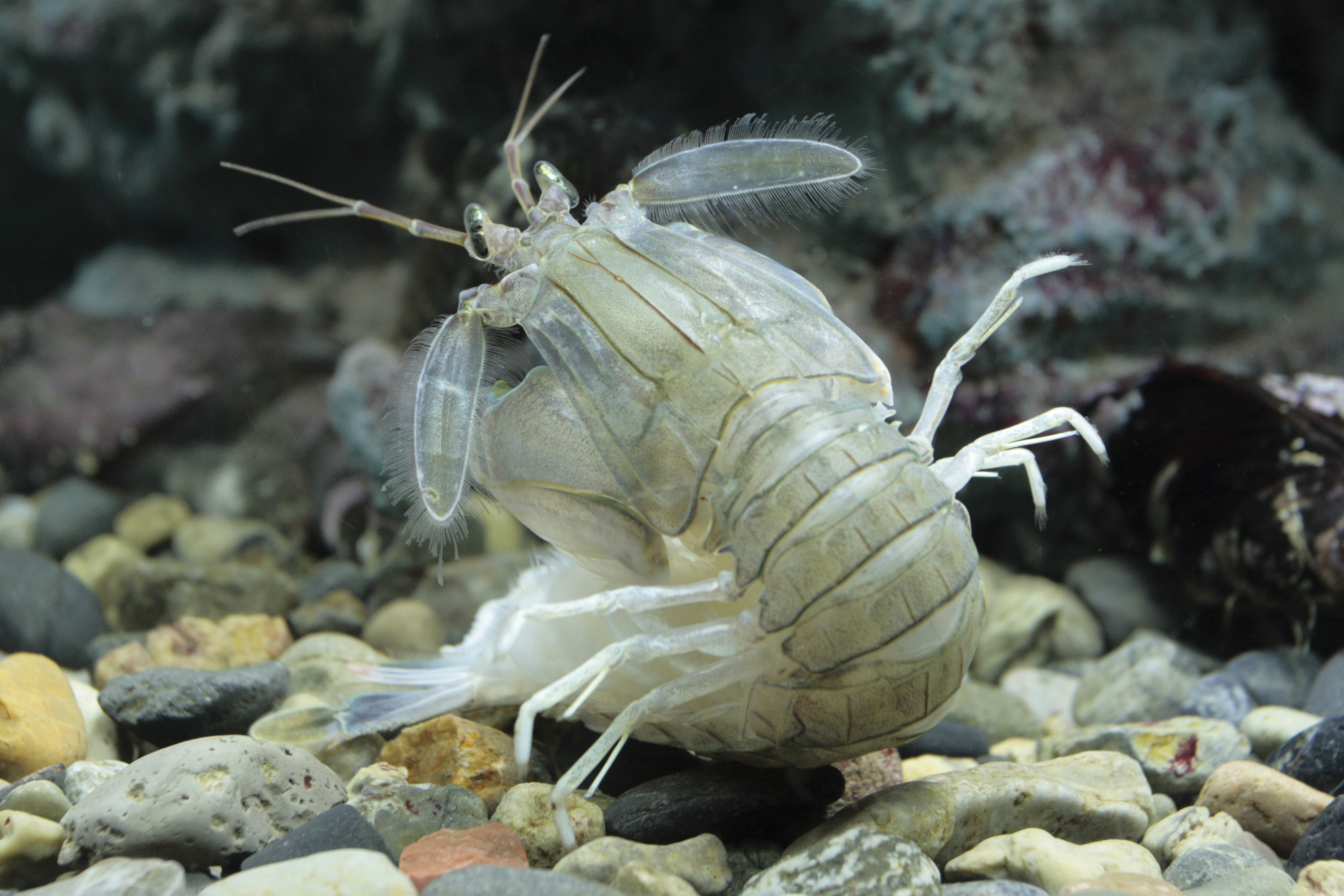
口蝦蛄

## 价值

### 食用价值

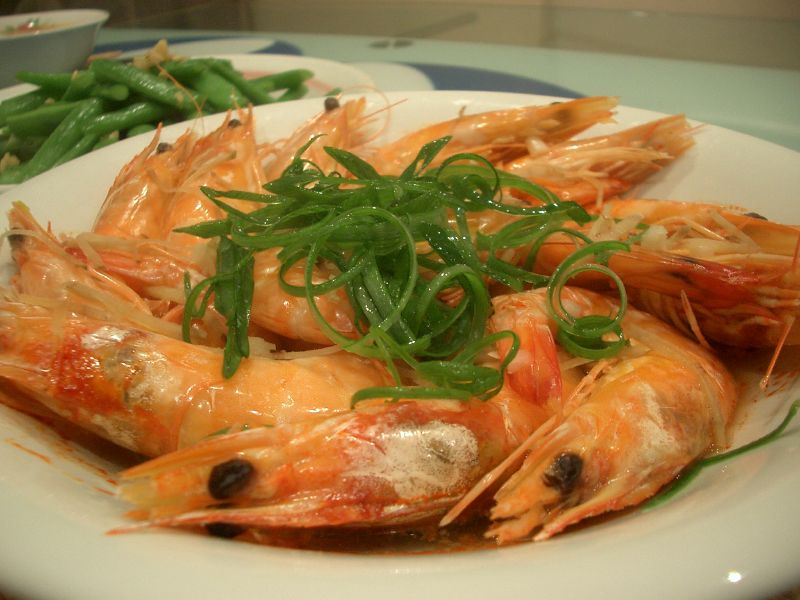
作為食品的大蝦

许多不同的文化使用虾作为食物。虾既可以作为调味品，又可以作为一道菜的主料。大的虾在烹饪前一般要将头、身上的壳和尾去掉。虾肉有很高的钙和蛋白质的含量，而含的热量则比较小。
常见的虾制食品有蝦仁、蝦籽、蝦醬、蝦餅等。

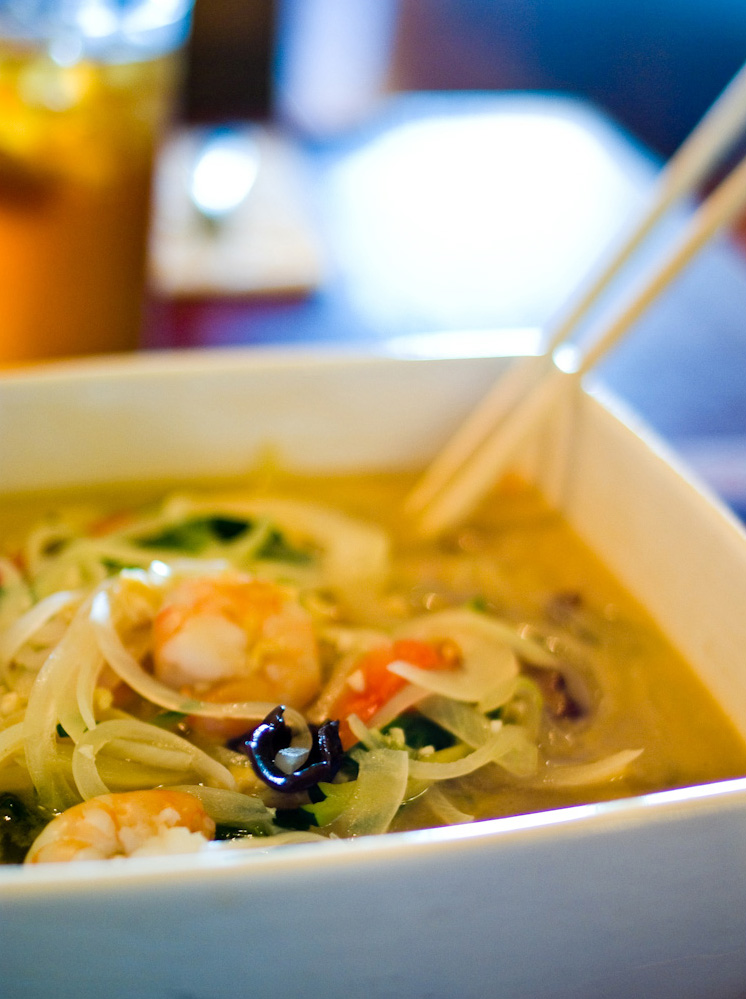
苏州麵点三蝦麵
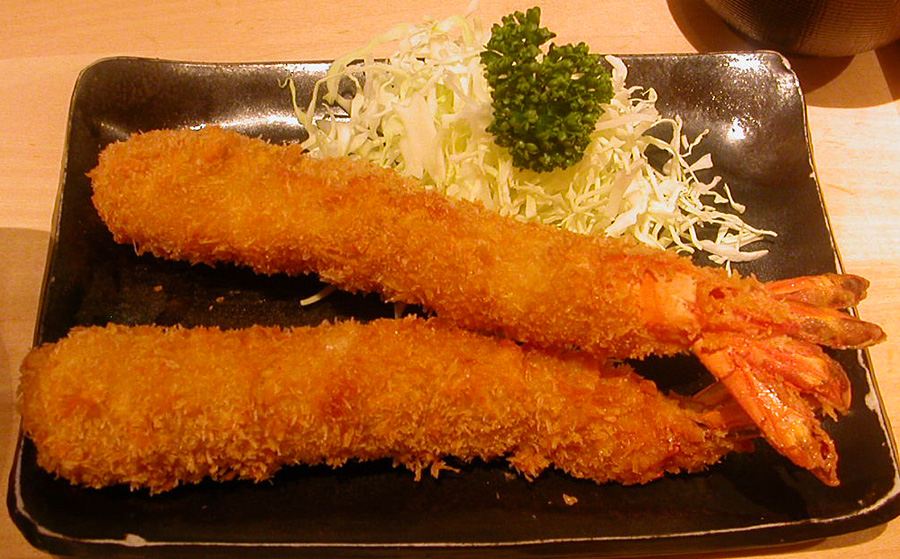
炸大蝦
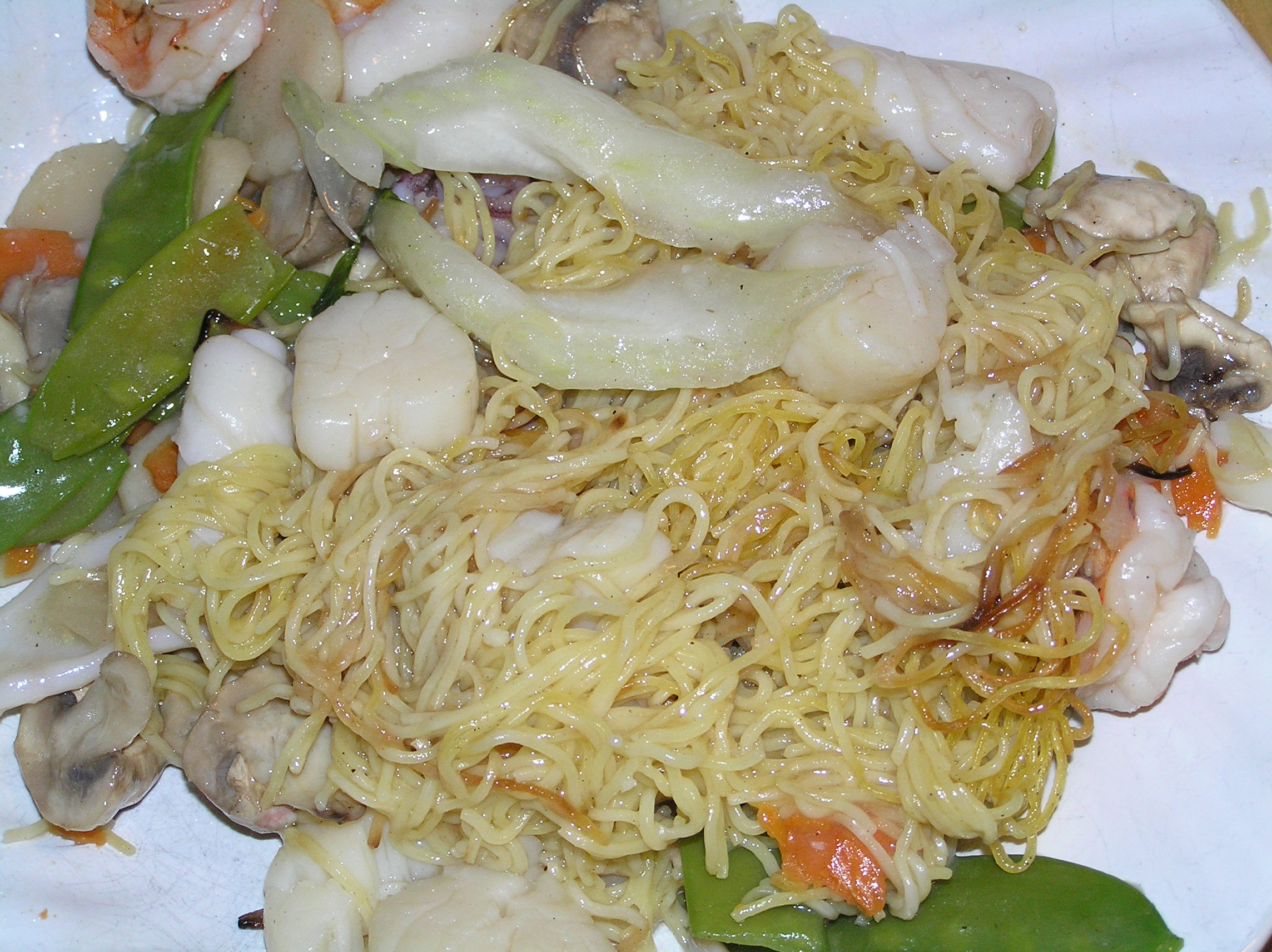
蝦腰麵
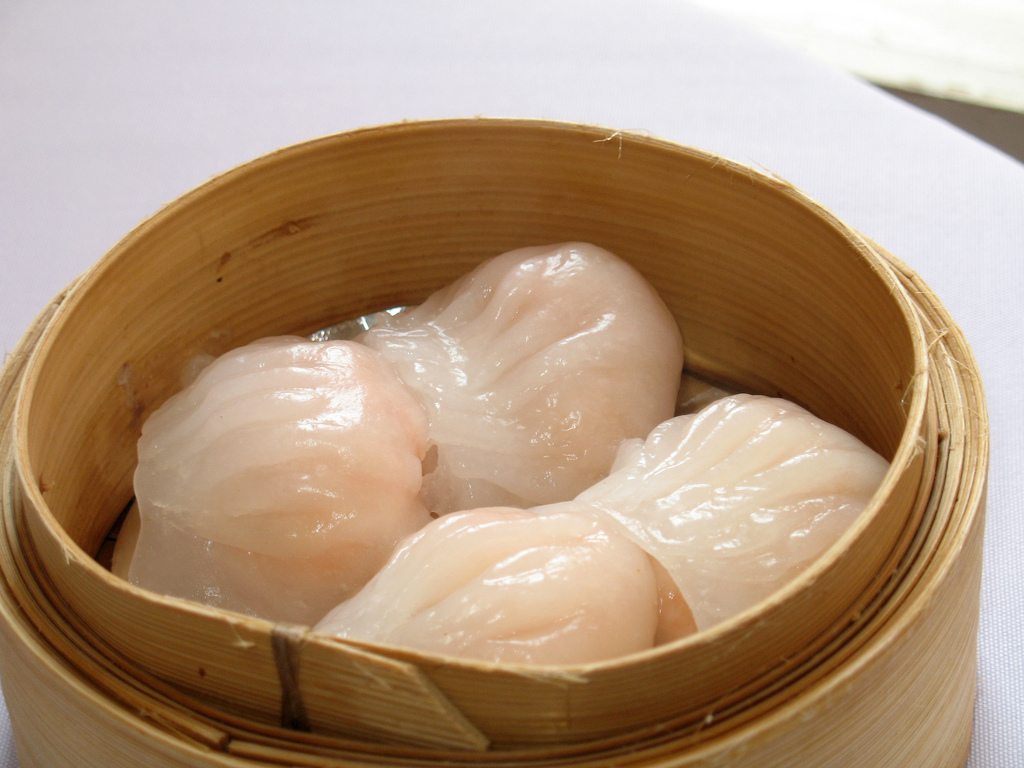
蝦餃
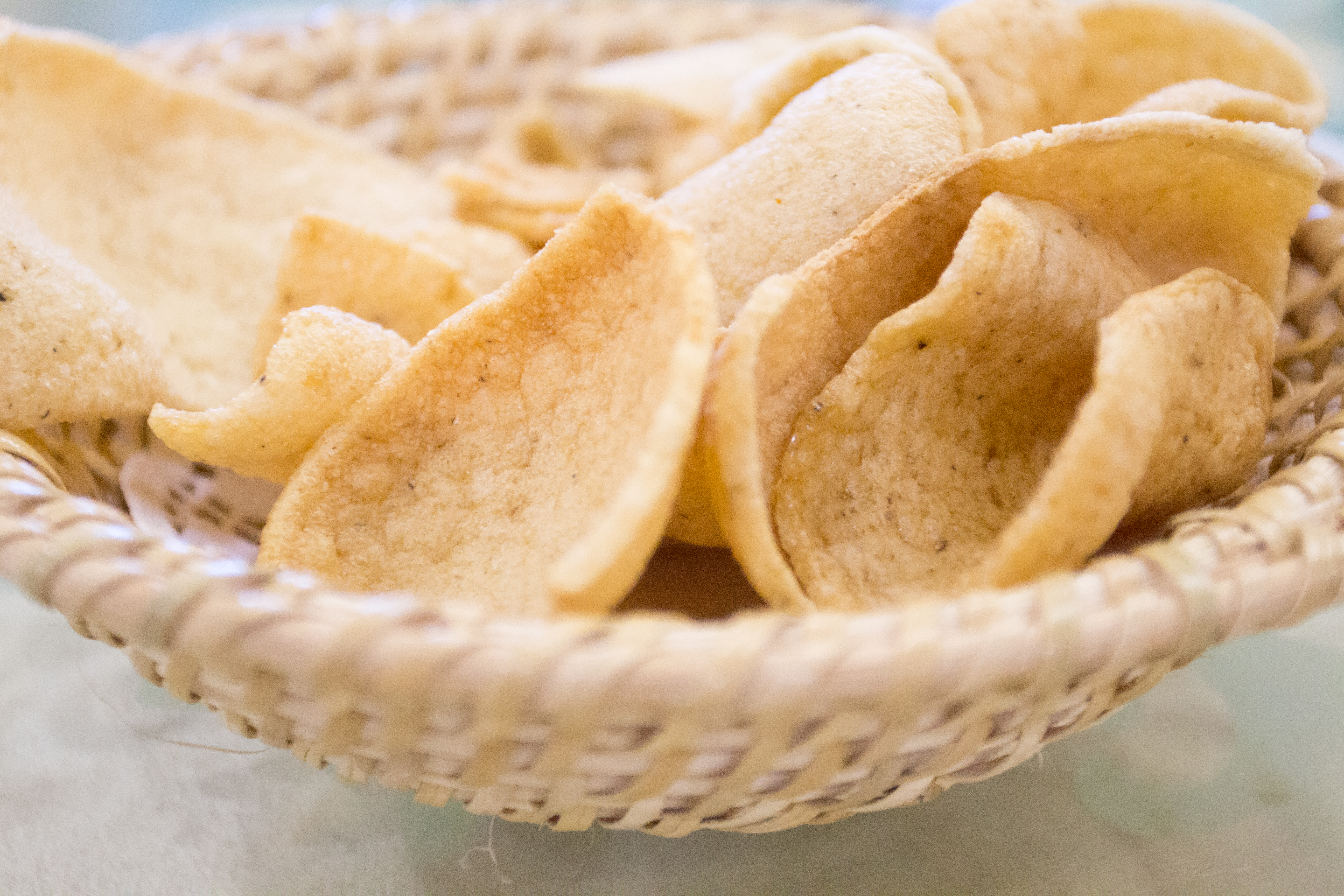
蝦餅
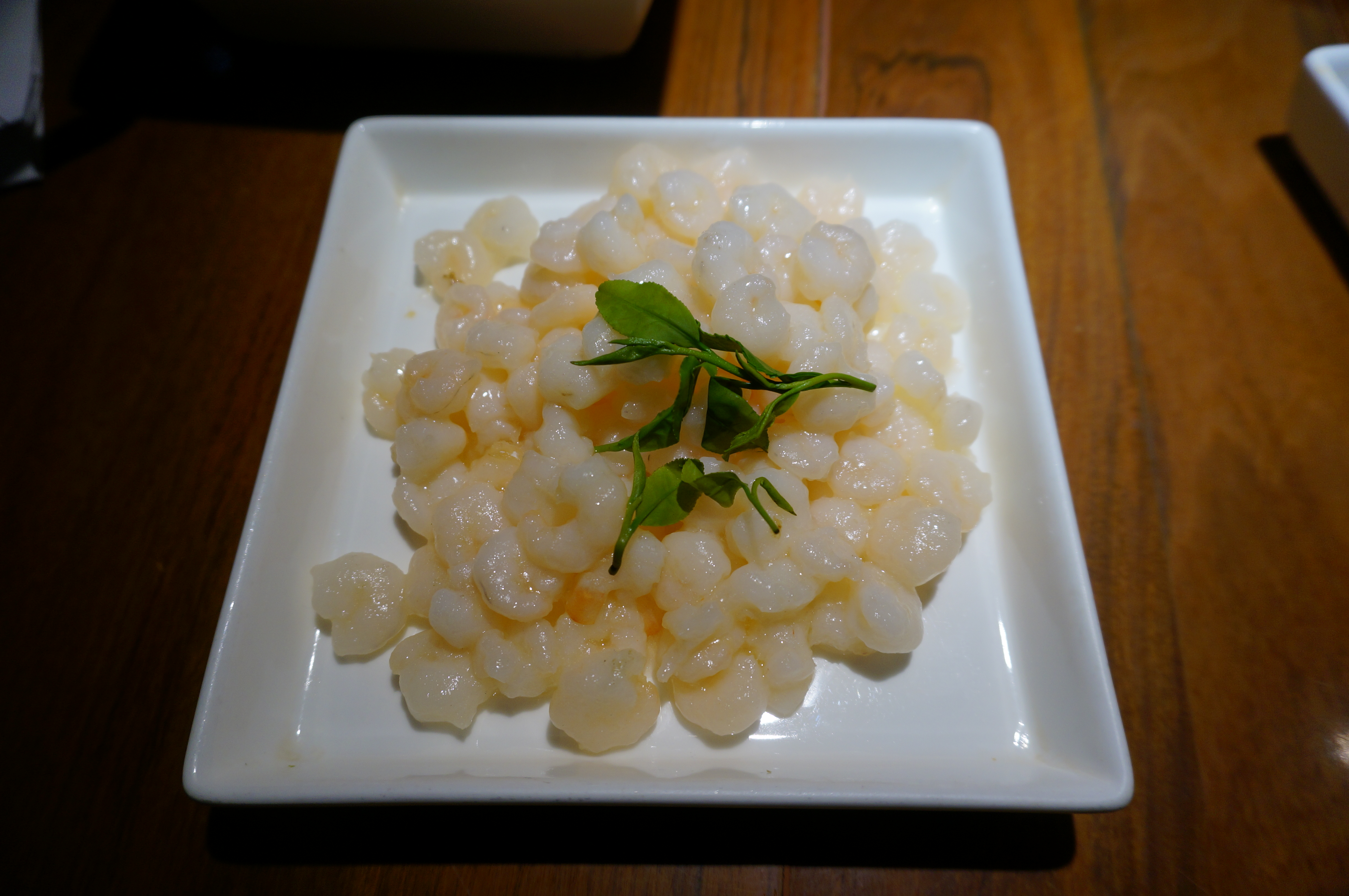
龙井虾仁
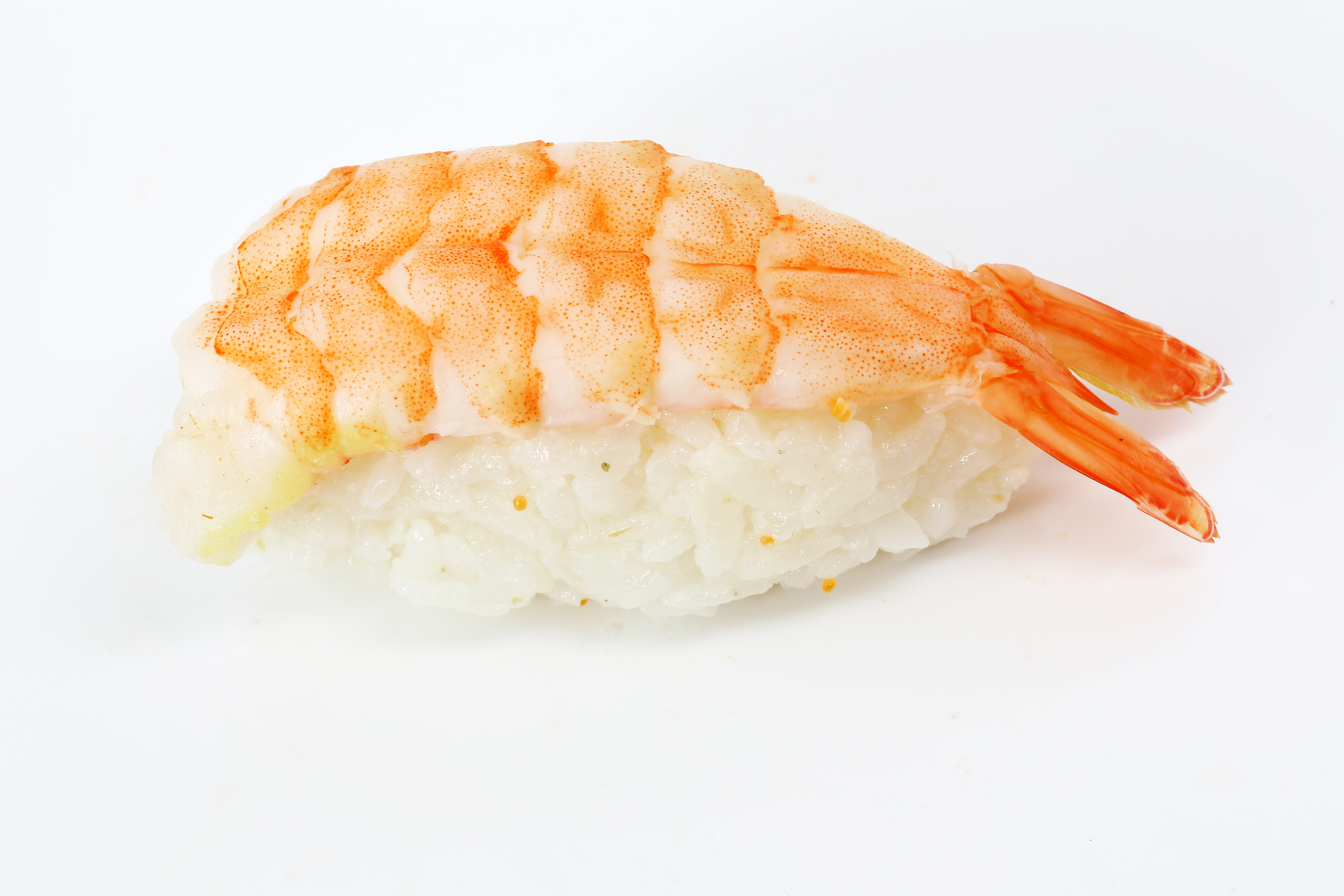
海老握寿司

### 觀賞動物
多种虾类可以养在观赏鱼缸内。这些虾不但有观赏价值，而且可以用来控制藻类的泛滥和清除鱼缸里的污物，因此对维持鱼缸内的生态环境有一定的作用。用作观赏的淡水虾类有：蜜蜂虾、水晶虾（由蜜蜂虾人工選擇而來）、黑殼蝦、玫瑰蝦（紅色的黑殼蝦）、虎纹虾、大和沼虾、网球虾、樱桃虾等。其中，大和沼虾因为体形大小适中，对其他观赏鱼类不具侵略性，但是魚體過小仍有某種程度上的威脅性，以藻类为食，深受水族爱好者的喜爱。海水觀賞系列則有：清潔蝦、海葵蝦、槍蝦、綿羊蝦、假綿羊蝦、美人蝦、機械蝦、油彩蠟膜蝦等，不過因為對鹽度較為敏感，飼養上相對比較需要經驗。

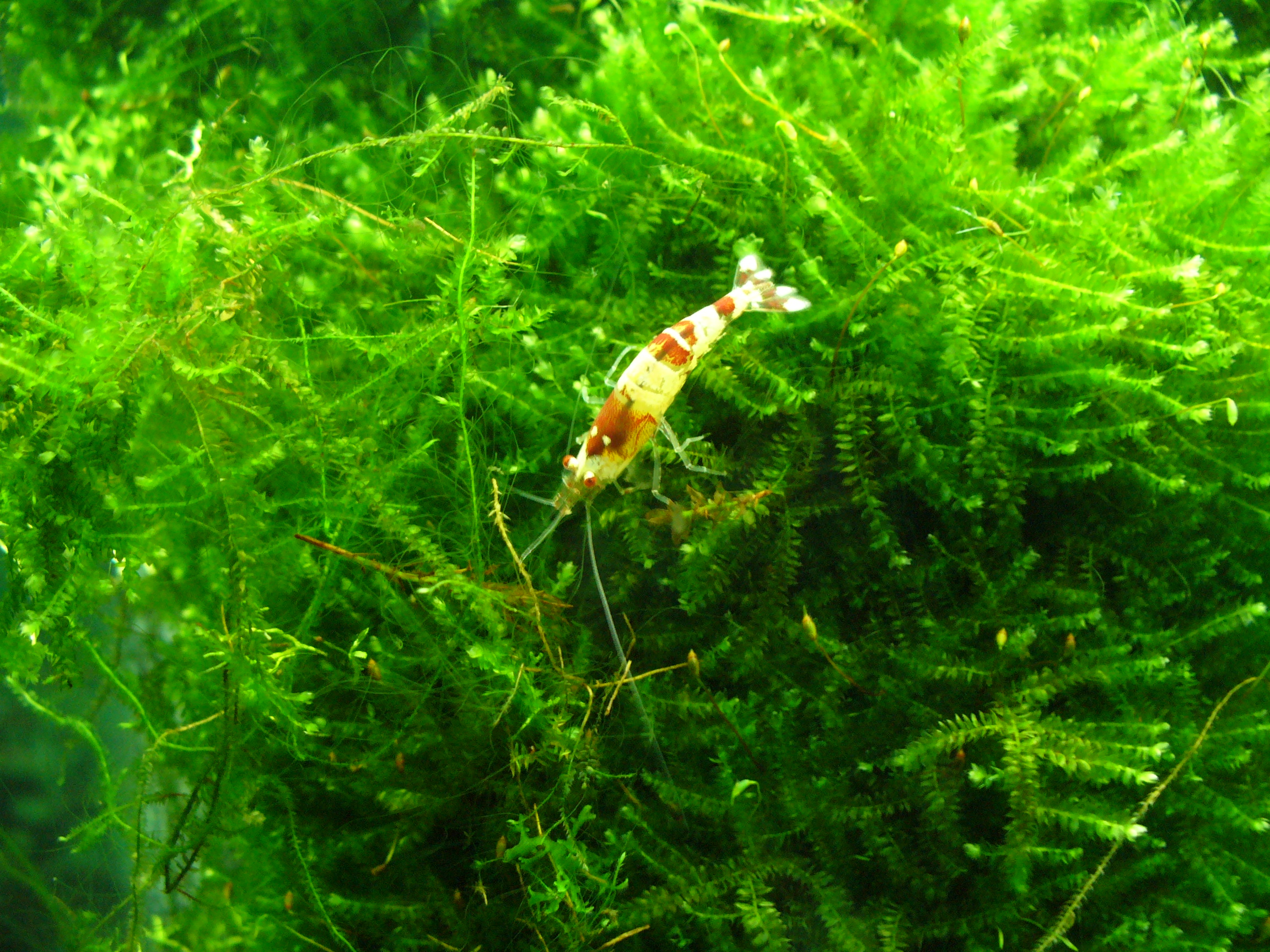
觀賞的水晶蝦
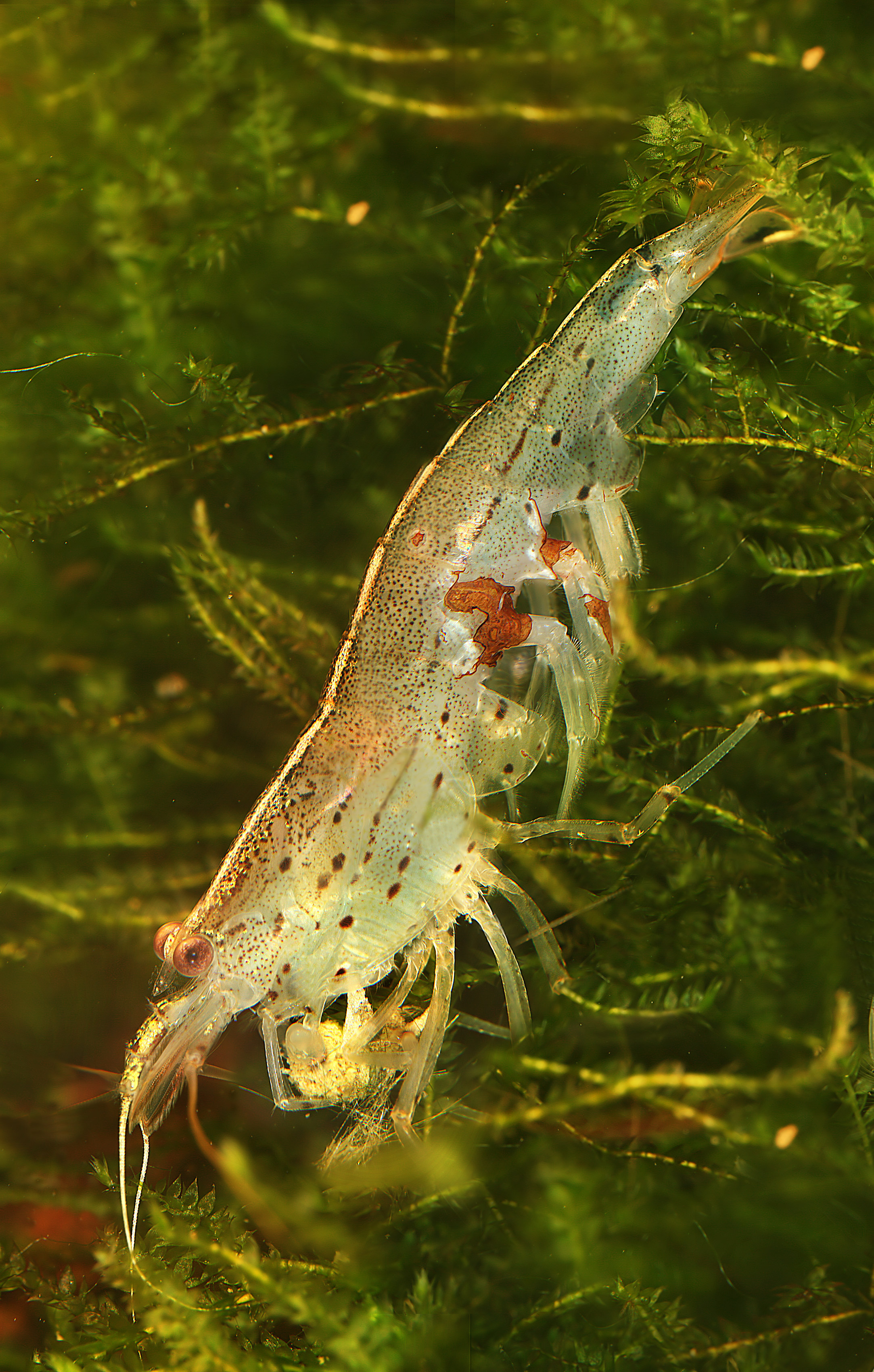
觀賞的多齒米蝦

### 水产品

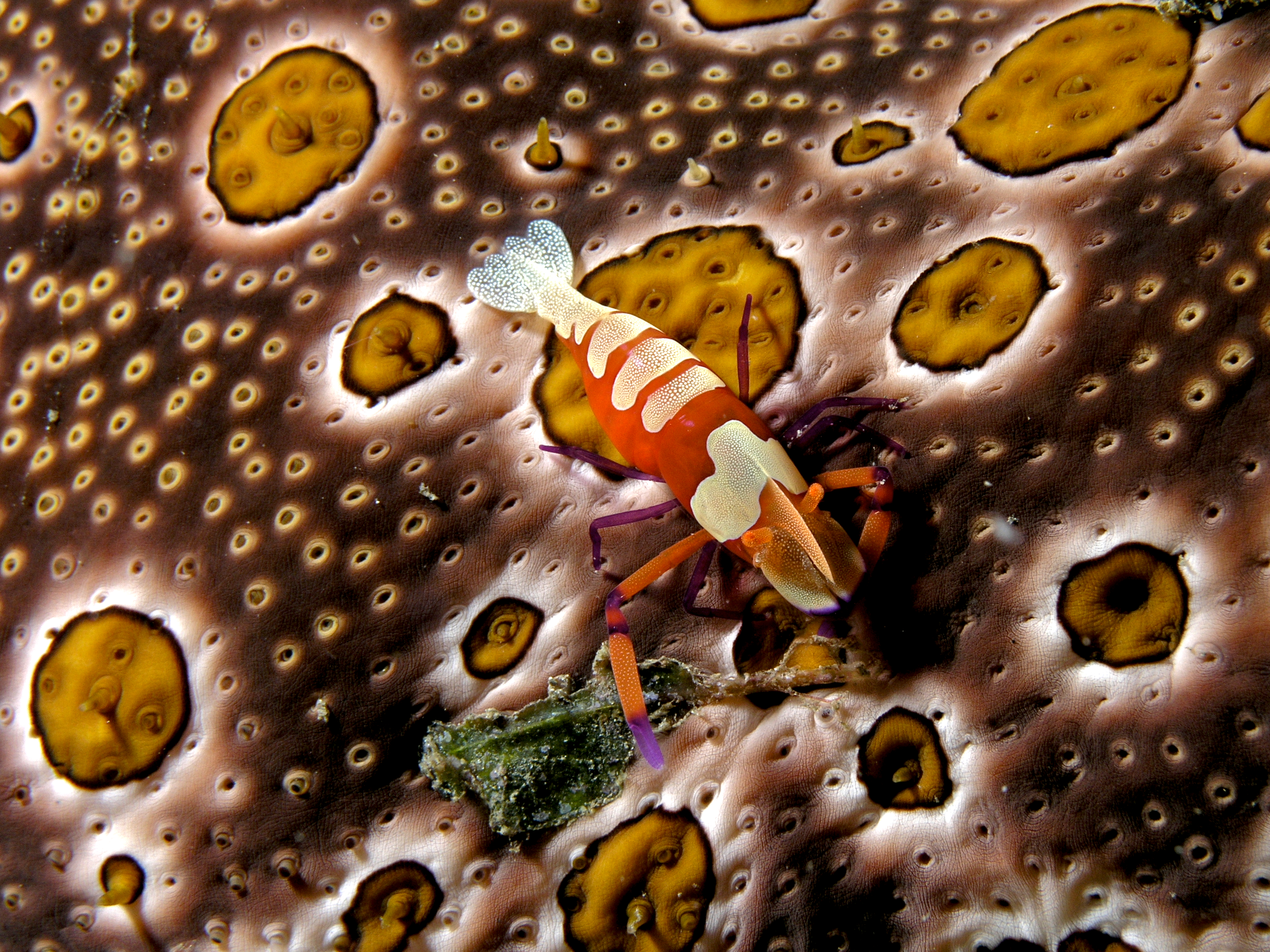
帝王虾停在海参上

工业化的捕虾一般使用拖网，由于这种捕虾方式不但被捕的虾入网，而且许多海鸟、海兽因此死于非命，因此在最近一段时间中捕虾工业试图在拖网中加上可以让海龟等逃脱的机构。虽然如此捕虾工业依然受到环境保护人士的批评。尤其是捕虾工业与其它捕鱼工业一样面临着滥捕的问题。近年来由于世界其它大洋的捕虾量不断下降，越来越多的捕虾船开始在南极洲附近活动，因此与当地的鲸竞争食物，由此直接威胁到鲸的生存。
虾还可以做肥料以及水產養殖附屬餌料。尤其在东南亚和拉丁美洲养虾工业近年来发展很快，养虾克服了捕虾造成的一些生态破坏，但养虾也有其自己的环境问题。养虾工业尤其在以下两点中受到环境保护人士的批评：
- 建造养虾场往往破坏了当地原有的海岸环境。尤其是对海岸边上的灌木林的破坏使得海岸抵挡风暴和海啸的能力降低。
- 养虾场在海水中加入了许多作为饲料的物质对海水中的营养成分带来了巨大的变化。这些变化可以造成藻类泛滥等破坏。

## 文化

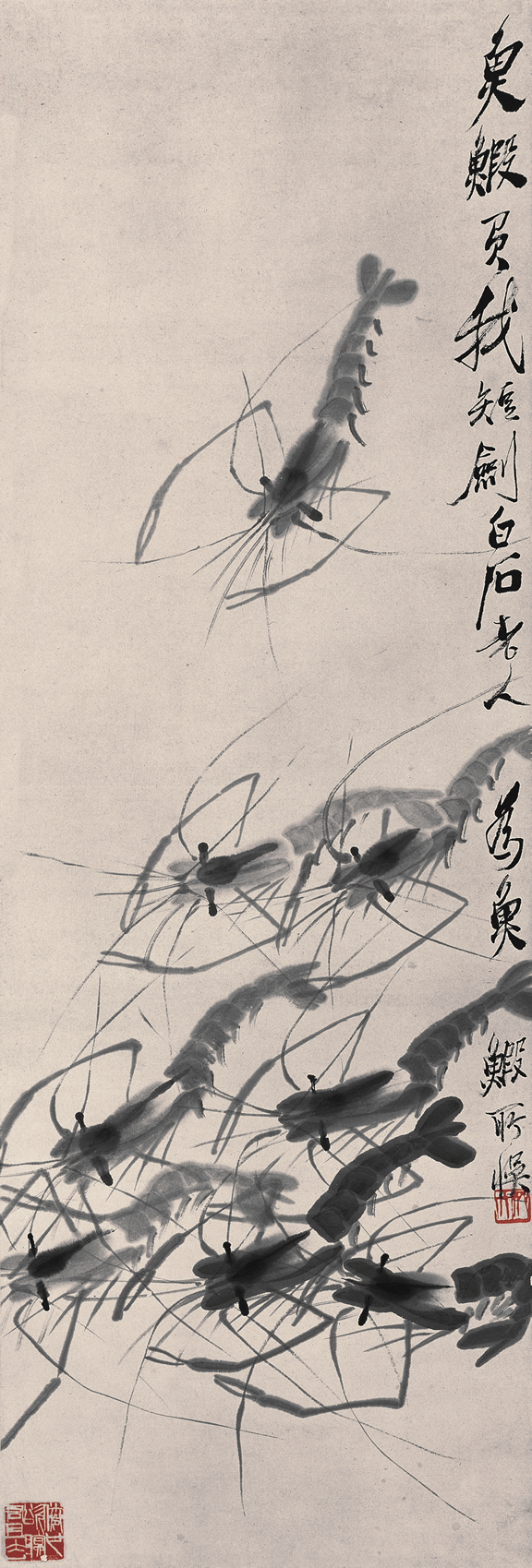
齊白石的墨蝦圖，上書：鱼虾负我短剑。白石老人为鱼虾所悮。

- 画虾：齐白石画的虾被称为20世纪中国水墨四绝之一[4][5]。
- 釣蝦：一项都市文娱休闲活动。

### 引用
1. ↑  Mortenson, Philip B (2010) This is not a weasel: a close look at nature's most confusing terms （页面存档备份，存于） Pages 106–109, John Wiley & Sons. ISBN 9780471273967.
2. ↑  . Museum Victoria Australia.   [January 9, 2010]. （原始内容存档于2010年1月4日）.
3. ↑  . 臺灣物種名錄.   [2016-11-09]. （原始内容存档于2021-05-01）.
4. ↑  陈惠琴 主编；沃建中，苗怀明，肖凤城 等 副主编；林海霞，王芳，李峰 等 编 (编). . 北京: 金盾出版社. 2015-03: 204–206. ISBN 978-7-5082-9902-0.
5. ↑  李娇 编著. 栾传大 主编 , 编. . 长春: 吉林文史出版社. 2014-10: 155–156. ISBN 978-7-5472-2261-4.